# Народная партия (Испания)
Народная партия (исп. Partido Popular, PP) — испанская политическая партия, расположенная между правоцентристской и правой частями политического спектра. Она была основана 20 января 1989 года вместо бывшего Народного альянса (исп. Alianza Popular, AP). В период с 1996 по 2004 год, а также с 2011 по 2018 год партия возглавляла правительство Испании под руководством Хосе Марии Аснара и Мариано Рахоя соответственно. Она является членом Европейской народной партии и представлена в Европейском парламенте через группу ЕНП.
Определенная в своём уставе как партия «реформистского центра», вдохновлённая ценностями христианского гуманизма, численность её членов была почти постоянным источником споров для партии; независимый анализ в 2014 году определил количество членов примерно в 100 000 человек; согласно отчётности партии за 2016 год, чуть более 147 000 сделали финансовый взнос, и только 66 384 человека были зарегистрированы для голосования на первых турах в 2018 году. Напротив, партия утверждает, что, по её собственным оценкам, у неё более 865 000 членов, разделённых на активистов (которые платят взносы) и единомышленников (которые не платят).
Это одна из основных партий Испании, которая была самой голосующей партией на последовательных всеобщих выборах, состоявшихся в период 2011—2016 годов. В настоящее время, после всеобщих выборов 2023 года, на которых она вновь стала самой голосующей партией (хотя и не добилась большинства для формирования правительства), PP имеет 137 мест в Конгрессе депутатов и 140 мест в Сенате. Она также возглавляет правительства в одиннадцати автономных сообществах, а также в Сеуте и Мелилье. Благодаря президентствам Хосе Марии Аснара и Мариано Рахоя Народная партия является второй после PSOE партией, которая управляет страной в течение самого длительного периода времени после восстановления демократии.
Она берет своё начало в 1976 году, когда был создан Народный альянс — федерация семи политических организаций, возглавляемых высокопоставленными чиновниками диктатуры Франко: Мануэль Фрага (Демократическая реформа), Крус Мартинес Эстеруэлас (Испанский народный союз), Федерико Сильва Муньос (Испанская демократическая акция), Лауреано Лопес Родо (Региональная акция), Энрике Томас де Карранса (Национальная ассоциация по изучению актуальных проблем), Гонсало Фернандес де ла Мора (Национальный союз Испании) и Лисинио де ла Фуэнте (Социальная демократия), так называемая «великолепная семёрка», которая в итоге превратилась в полноценную партию под председательством Фраги. В 1989 году, во время проведения 9-го съезда Народного альянса и в ближайшие месяцы после него, к ней присоединились Либеральная партия и большинство христианско-демократических кадров.
В 2005 году Демократический и социальный центр вошёл в состав PP. С апреля 2011 года также произошло слияние с партией «Валенсийский союз». На всеобщих выборах 2011 года Народная партия участвовала в коалиции с партиями «Союз народа Наварры», «Арагонская Партия», «Националистические Канарский Центр» и «Единая Эстремадура».
У неё есть региональные представительства в каждом автономном сообществе и за рубежом, интегрированные в испанскую диаспору этих стран, которые оказывают поддержку по испанским и внутренним политическим вопросам (через независимую деятельность и Совет резидентов Испании). В PP она называется «Внешняя PP». Она является членом Европейской народной партии, Центристско-демократического интернационала и Международного демократического союза. Её молодёжная организация — «Новые поколения Народной партии». Сторонников и членов этой партии в просторечии называют «пеперо» (исп. pepero), из-за её аббревиатуры.

## История

### Народный альянс

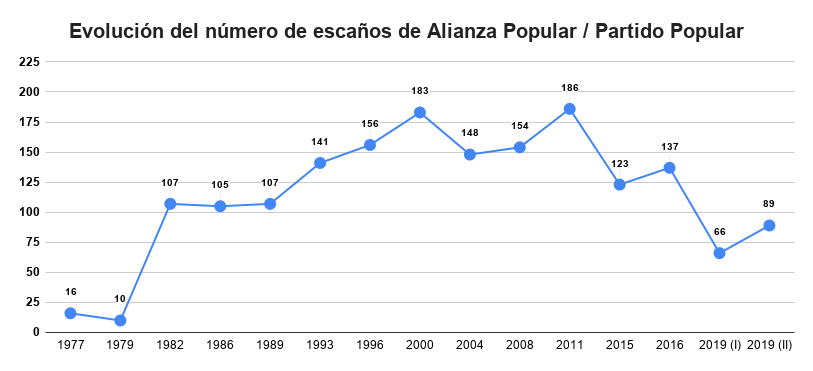
Динамика мест, полученных Народным альянсом (1977), Демократической коалицией (1979), коалицией между Народным альянсом и Народной демократической партией (1982), Народной коалицией (1986) и Народной партией с 1989 года на всеобщих выборах в Испании.

Народная партия берет своё начало от Народного альянса (исп. Alianza Popular, AP), политической партии, основанной в 1976 году как федерация небольших консервативных партий, возглавляемых бывшими франкистскими лидерами. Самой выдающейся фигурой в ней был Мануэль Фрага, министр информации и туризма при диктатуре Франко в 1962—1969 годах, а также вице-президент правительства и министр внутренних дел в 1975—1976 годах, президент и кандидат от AP с момента её основания до 1987 года.
На своих первых выборах она добилась скромных результатов, получив 1 526 671 голос (8,34 %) и 16 депутатов на всеобщих выборах 1977 года, и 1 094 438 голосов (6,10 %) и 10 депутатов на всеобщих выборах 1979 года в составе Демократической коалиции (коалиция Народного альянса, Либеральной гражданской партии, Прогрессивной демократической партии, Испанской обновляющейся партии и Народной партии Каталонии).

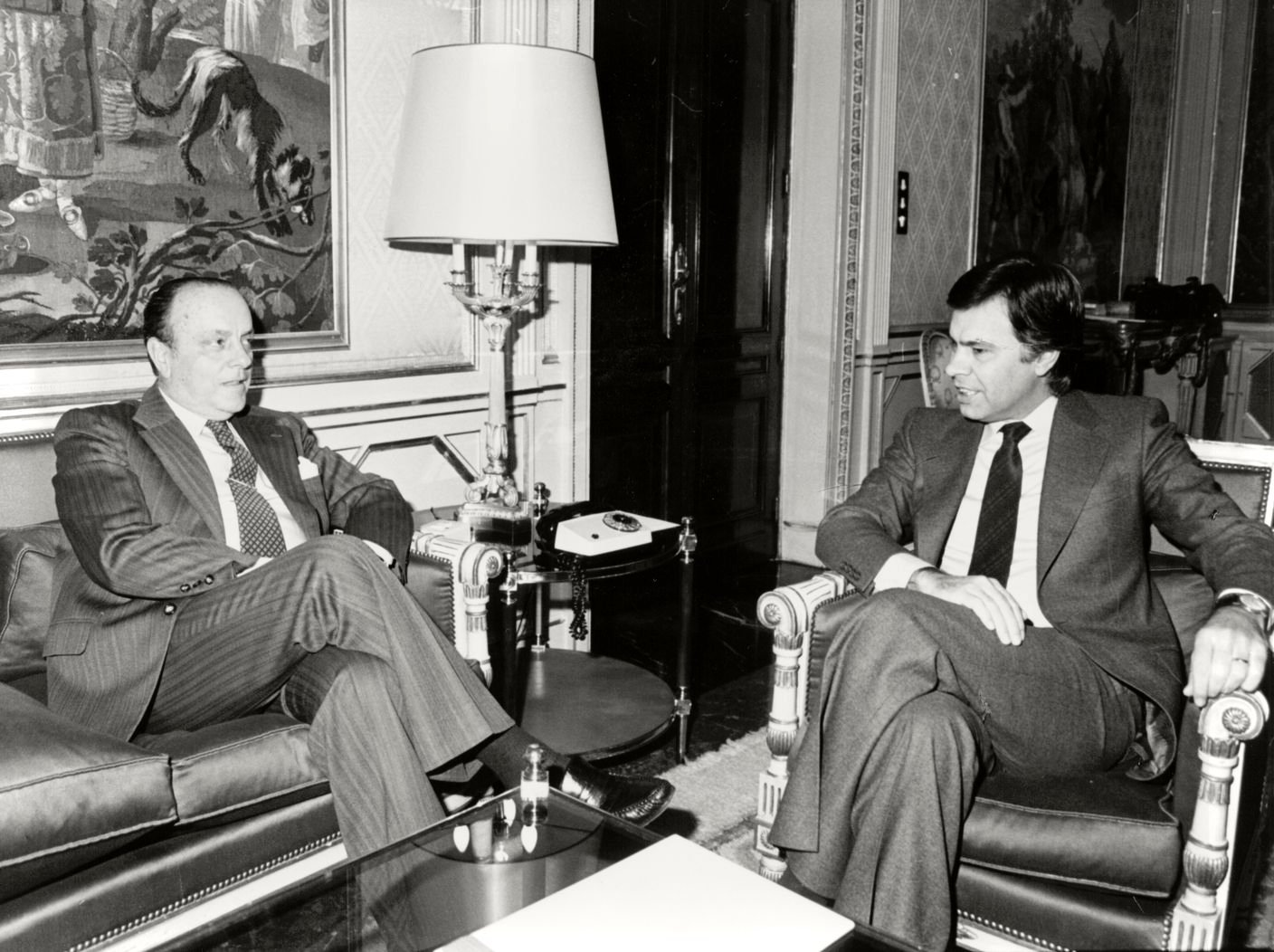
Глава оппозиции Мануэль Фрага с председателем правительства Фелипе Гонсалесом в 1983 году.

После краха правящего в то время Союза демократического центра (исп. Unión de Centro Democrático, UCD), Народный альянс сформировал коалицию с некоторыми ветвями UCD (Народная демократическая партия и Либеральная партия) и различными правыми регионалистскими партиями (Валенсианский союз, Союз народа Наварры и Арагонская Партия, Народная коалиция) для участия во всеобщих выборах 1982 года. Она баллотировалась под названием Народная партия-Народно-демократическая партия, получив 5 408 959 голосов (25,70 %) и 105 депутатов. В Стране Басков она также участвовала в коалиции с UCD, получив ещё одного депутата. Всего 106 членов парламента, что сделало её крупнейшей оппозиционной партией. В Сенате она получила 54 места, на 51 больше, чем Демократическая коалиция.
На референдуме 1986 года по вопросу о членстве Испании в НАТО AP выступал за воздержание или за пустой голос. В декабре того же года, после провала Народного альянса на баскских региональных выборах, состоявшихся в предыдущем месяце, Мануэль Фрага Ирибарне ушёл в отставку с поста президента Народного альянса.
На 8-м съезде Народного альянса, состоявшемся 7 и 8 февраля 1987 года, —единственном в истории партии, на котором было выдвинуто более одного кандидата на пост её лидера,— Антонио Эрнандес Манча, президент партии в Андалусии, одержал победу в споре за пост президента Народного альянса над Мигелем Эрреро де Миньоном, до того момента вице-президентом и «главным лицом» партии после отставки Мануэля Фраги.

### Основание
После отставки Мануэля Фраги и последовательной победы Испанской социалистической рабочей партии (исп. Partido Socialista Obrero Español, PSOE) на всеобщих выборах 1982 и 1986 годов Народный альянс впал в глубокий кризис. Фрага временно взял на себя руководство партией, чтобы возглавить её повторное основание. На IX съезде, состоявшемся в январе 1989 года, была сформирована Народная партия, в которой усилились неолиберальные черты AP и в некоторой степени уменьшились консервативные. Первым президентом Народной партии стал Фрага, а генеральным секретарём — Франсиско Альварес-Каскос.
Более того, понятие политической партии и, в частности, само слово «партия» на протяжении режима Франко воспринималось негативно, тенденция, которая продлилась до финальных этапов франкизма в 1975 году. По этому Народная партия изначально носила название «альянса».
Вскоре после этого, 4 сентября 1989 года, Хосе Мария Аснар (в то время президент Хунты Кастилии и Леона) был избран кандидатом на всеобщих выборах по предложению самого Фраги. В апреле 1990 года Аснар был избран президентом партии. Вскоре после этого Фрага был назначен президентом-основателем PP.

### Правительства Хосе Мария Аснара (1996—2004)

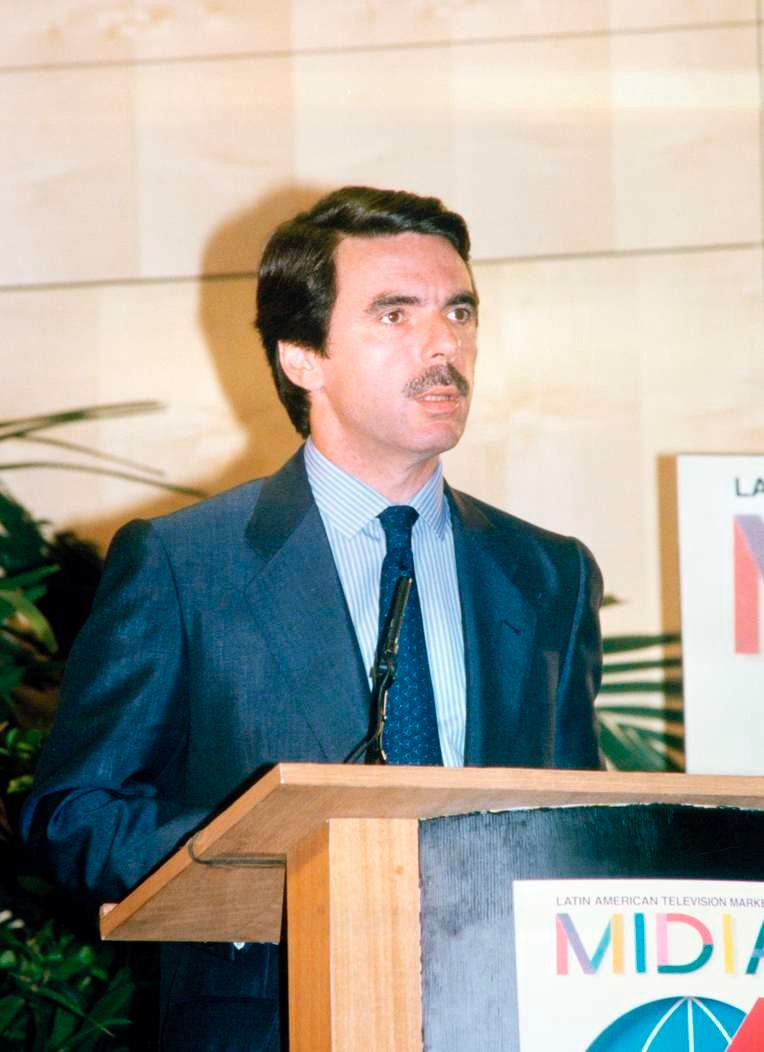
Аснар в 1996 году.

#### VI Легислатура
На всеобщих выборах 1996 года PP впервые победила с простым большинством голосов, участвуя совместно с Союзом народа Наварры и Арагонской партией, получив 9 716 006 голосов (39,18 % от общего числа голосов) и 156 мест. После выборов Хосе Мария Аснар был приведён к присяге в качестве председателя правительства, получив 181 голос за, превысив абсолютное большинство (176), при поддержке 16 депутатов от Конвергенции и Союза (кат. Convergència i Unió, CiU), пяти депутатов от Баскской националистической партии и четырёх депутатов от Канарской коалиции (исп. Coalición Canaria, CC).
Народная партия пришла к власти после V социалистической легислатуры 1993—1996 годов, унаследовав сложную политическую ситуацию после скандалов с Banesto, KIO (ныне Ворота Европы), Grand Tibidabo, Filesa, Ibercop, Габриэлем Урральбуру в Наварре и Мануэлем Оллером в Андалусии, генеральным директором Гражданской гвардии Луисом Ролданом и губернатором Банка Испании. А также экономика с серьёзными проблемами, 3 279 600 безработных (около 20,04 % активного населения) в первом квартале 1996 года, последнем периоде правления Фелипе Гонсалеса.

##### Экономика
Первые меры нового правительства были направлены на либерализацию экономики, сокращение государственного дефицита и попытку выполнить условия Маастрихтского договора для вступления Испании в первую группу стран, перешедших на евро. К середине 1996 года было выполнено только условие по процентной ставке, в то время как требования по инфляции (менее 2,7 %), долгосрочной процентной ставке (менее 7,8 %), дефициту государственного бюджета (менее 3 %) и государственному долгу (менее 60 %) ещё не были выполнены. В конце концов Испания выполнила все условия и в декабре 1997 года присоединилась к ведущей группе стран евро.
Исходя из этих целей, были ограничены государственные расходы, сокращён дефицит государственного бюджета с 6,6 % в 1996 году до 1 % ВВП в 2000 году, заморожены зарплаты в государственном секторе, остановлено увеличение бюджетов, которые с этого момента, в отличие от социалистической администрации, росли ниже реального роста экономики. Были приняты важные меры по либерализации, начиная с 1996 года, профессиональная деятельность «коллегиальных профессий» была подчинена закону о конкуренции, и была введена либерализация цен. Был либерализован рынок телекоммуникаций, регулировалось кабельное телевидение и либерализована мобильная связь. Народная партия пыталась внести изменения в закон об ограничении торговли, принятый правительством PSOE в 1985 году, но эта попытка не была реализована, поскольку не получила поддержки CiU. Были приняты меры по либерализации земельных прав, направленные на то, чтобы классификация незастроенных земель определялась исключительно на основе экологических и природных критериев. Этому помешало решение Конституционного суда, принятое после апелляции PSOE.
Были приватизированы многочисленные государственные компании, такие как Argentaria, Enagás, Repsol, Endesa и Telefónica, многие из которых приносили убытки, хотя другие работали удовлетворительно. Впоследствии компании, которые все ещё оставались полностью государственными, Aceralia, Tabacalera и, наконец, Iberia были приватизированы, что привело к сокращению доли государства в капитализации испанского рынка акций с 10,87 % в 1996 году до 0,52 % в 2004 году. В 1999 году была проведена налоговая реформа, снизившая подоходный налог в среднем на 13,7 %; в результате пять миллионов человек перестали подавать налоговые декларации. Оппозиция критиковала снижение налогового бремени и приватизацию.
В течение первой легислатуры ежегодный темп роста валового внутреннего продукта составлял 4,2 % в 1997—1999 годах и 4,1 % в 1999—2000 годах.

##### Отмена обязательной военной службы
В этот период, в соответствии с соглашением, достигнутым с организацией Конвергенция и Союз, и несмотря на то, что этот вопрос не был включён в предвыборную программу на всеобщих выборах 1996 года, правительство приняло Закон 17/1999 от 18 мая о режиме комплектования вооружённых сил, согласно которому обязательная военная служба (ОВС, известная как «mili» от исп. servicio militar obligatorio) должна была быть приостановлена 31 декабря 2002 года. Позднее Королевский указ 247/2001 от 9 марта 2001 года перенёс приостановку военной службы на 31 декабря 2001 года, а Королевский указ 342/2001 от 4 апреля 2001 года приостановил выплату социального пособия вместо военной службы в тот же день, что и ОВС. В 1996 году 145 940 молодых людей должны были пройти обязательную военную службу.

##### Столкновение PNV-PP
В первый год правления РР баскскому правительству были переданы новые полномочия, что способствовало установлению взаимопонимания между PNV и РР, о чем свидетельствуют хорошие отношения между Альваресом-Каскосом и Хабиером Арсальюсом, хотя и с расхождениями в антитеррористической политике, что стало результатом многочисленной критики со стороны членов Народной партии Страны Басков.
Через год после зарождения духа Эрмуа PNV тайно договорилась о перемирии с Euskadi Ta Askatasuna (ЭТА), которое началось 18 сентября 1998 года. Эти события привели к разрыву взаимной поддержки между PNV и PP, нарушив пакт о совместном правительстве в Стране Басков. Потеря поддержки PNV в Конгрессе не имела прямых последствий, поскольку PP продолжала пользоваться поддержкой CiU и CC, получив в общей сложности 176 мест. В течение 1998 и 1999 годов, пока длилось перемирие с ЭТА, в баскские тюрьмы были доставлены 135 заключенных ЭТА, а в Цюрихе состоялась встреча представителей правительства и ЭТА. Как только процесс закончился, ЭТА начала наступление на советников PP и государственных чиновников. В январе 1999 года Альварес-Каскос ушёл с поста генерального секретаря партии в пользу Хавьера Аренаса.
Прямым последствием новой стратегии, которой придерживалась PNV, стало то, что PP и федерация PSOE в Стране Басков (исп. Partido Socialista de Euskadi-Euskadiko Ezkerra, PSE-EE) начали новый этап взаимопонимания в баскском контексте. Споры и противостояние между PNV и PP и PSE-EE оказали значительное влияние на политическую жизнь Испании, достигнув апогея на баскских региональных выборах в 2001 году, на которых Хайме Майор Ореха стал кандидатом в леендакари, покинув пост министра внутренних дел. На региональных выборах в Стране Басков в 2001 году Народная партия получила 19 мест, что стало её лучшим результатом на баскских региональных выборах.

##### Контртеррористическая политика (1996—1999)
Хайме Майор Ореха, уроженец Страны Басков, был министром внутренних дел во время первой легислатуры РР. Во время его пребывания на этом посту были ликвидированы многочисленные отряды ЭТА, а с 1998 года началась новая кампания по борьбе с этой террористической организацией. Полицейские операции были направлены не только на арест и ликвидацию «исполнителей» убийств, похищений и вымогательств, но и на расследование всей «правовой» среды и структур, на которые опиралась ЭТА для продолжения своей насильственной деятельности. Например, стоит упомянуть об аресте одиннадцати человек и более чем двадцати обысках домов и компаний в Гипускоа и Вискайе, связанных с компаниями, принадлежащими координатору Koordinadora Abertzale Sozialista (KAS), которые обеспечивали легальное прикрытие финансовой деятельности террористической группы.

#### VII Легислатура
На всеобщих выборах 2000 года победу одержала Народная партия, получившая 183 места против 125 у PSOE.

##### Контртеррористическая политика (2000-04)

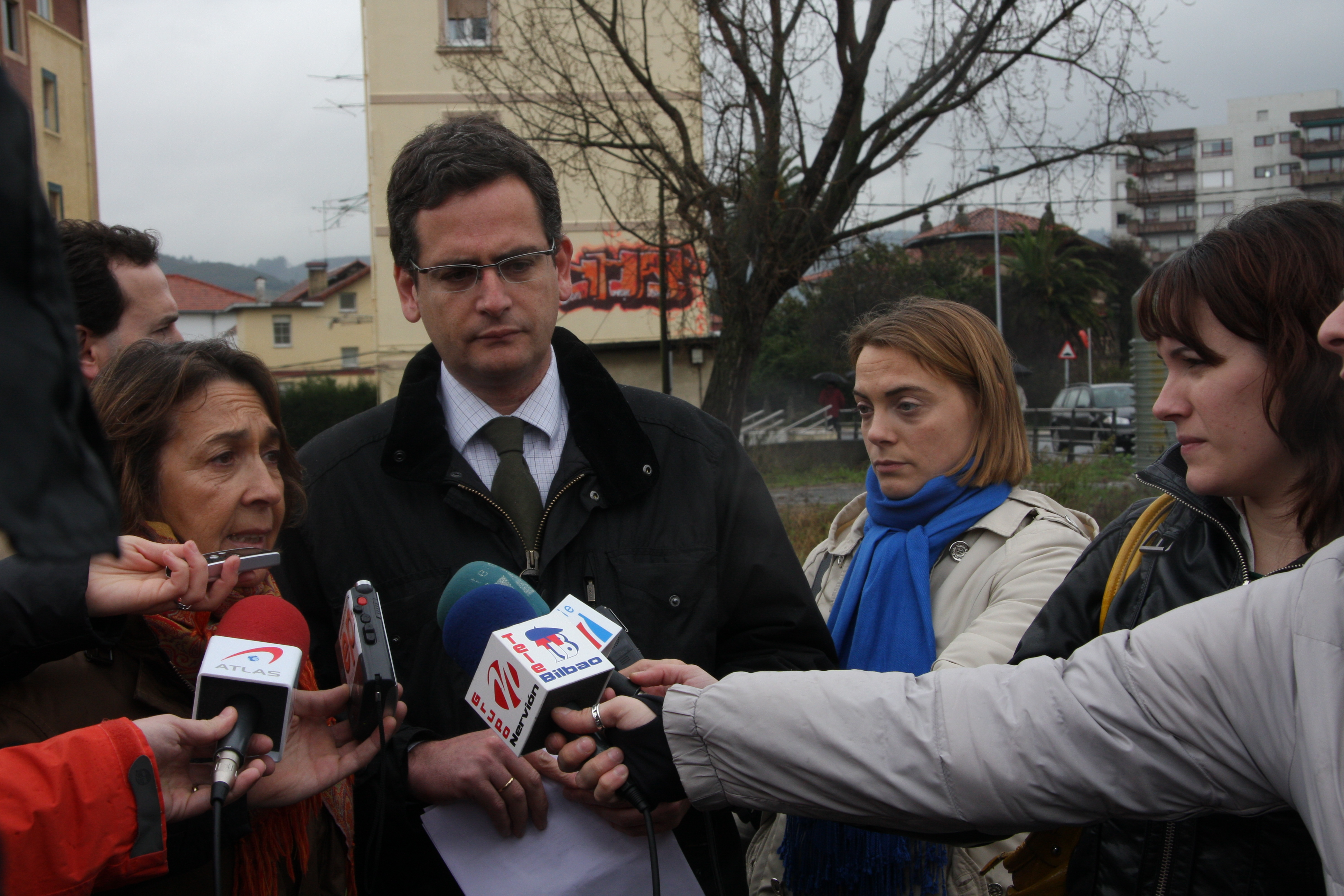
Антонио Басагоити, президент Народной партии Страны Басков, во время визита в Алгорту в рамках предвыборной кампании по выборам в баскский парламент в 2009 году.

Увеличился объем помощи жертвам терроризма с 2 350 494 € в 1996 году до 19 857 102 €.
В 2000 году по предложению генерального секретаря PSOE Хосе Луиса Родригеса Сапатеро PP и PSOE подписали так называемый Пакт о свободах и борьбе с терроризмом, который исключал вопросы, связанные с терроризмом, из политических дебатов между двумя партиями.
В 2002 году Батасуна была объявлена незаконной, как и Сеги и Джаррай. Число погибших в результате терроризма ЭТА постепенно снижалось, пока с июня 2003 года и до конца легислатуры не было зарегистрировано ни одного случая гибели людей.

##### Раскол PP-CiU
Во время данной легислатуры произошёл раскол между PP и Конвергенцией и Союзом, несмотря на то, что последняя утвердила общие государственные бюджеты на 2001, 2002 и 2003 годы.

##### Преемственность
30 августа 2003 года Аснар подтвердил своё намерение, о котором он объявил несколькими годами ранее, не оставаться на посту президента партии. По его предложению Исполнительный комитет партии и Национальный совет директоров выбрали тогдашнего вице-президента правительства Мариано Рахоя кандидатом на пост председателя правительства Испании и президента партии.

##### Износ
Именно на этом последнем этапе правительство под руководством Аснара понесло наибольшие потери в результате давления со стороны левой и националистической оппозиции из-за таких событий, как трудовая реформа (которая стала предметом всеобщей забастовки), крушение нефтяного танкера «Престиж» или война в Ираке.

##### Образование
Государственные расходы увеличились с 14 403 млн евро в 1995/1996 году до 23 469 млн евро в 2003/2004 году, что составляет 1,4 процента от общего объема государственных расходов.

##### Иммиграция
Во время правления Народной партии были приняты новые меры по регулированию нелегальной иммиграции, такие как продвижение соглашений о репатриации и международных соглашений о контроле миграционных потоков с 3 в 1996 году до 25 в 2004 году с африканскими странами; также было увеличено количество мест в центрах содержания иммигрантов с 552 до 2622 в 2002 году. Тем не менее, количество зарегистрированных иммигрантов увеличилось с 542 314 в 1996 году до 3 034 326 в 2004 году.

##### Судебная и законодательная политика
Оппозиция упрекнула народное правительство в создании специальных законов для определенных кругов, групп экономических интересов и конкретных лиц, таких как, например, Королевский декрет-закон 3/2000, который устанавливает неналогообложение некоторых операций, осуществляемых в рамках специального режима владения иностранными ценными бумагами, или создание статьи для тех, кто способствует проведению незаконных референдумов.

### Возвращение в оппозицию (2004—2011)

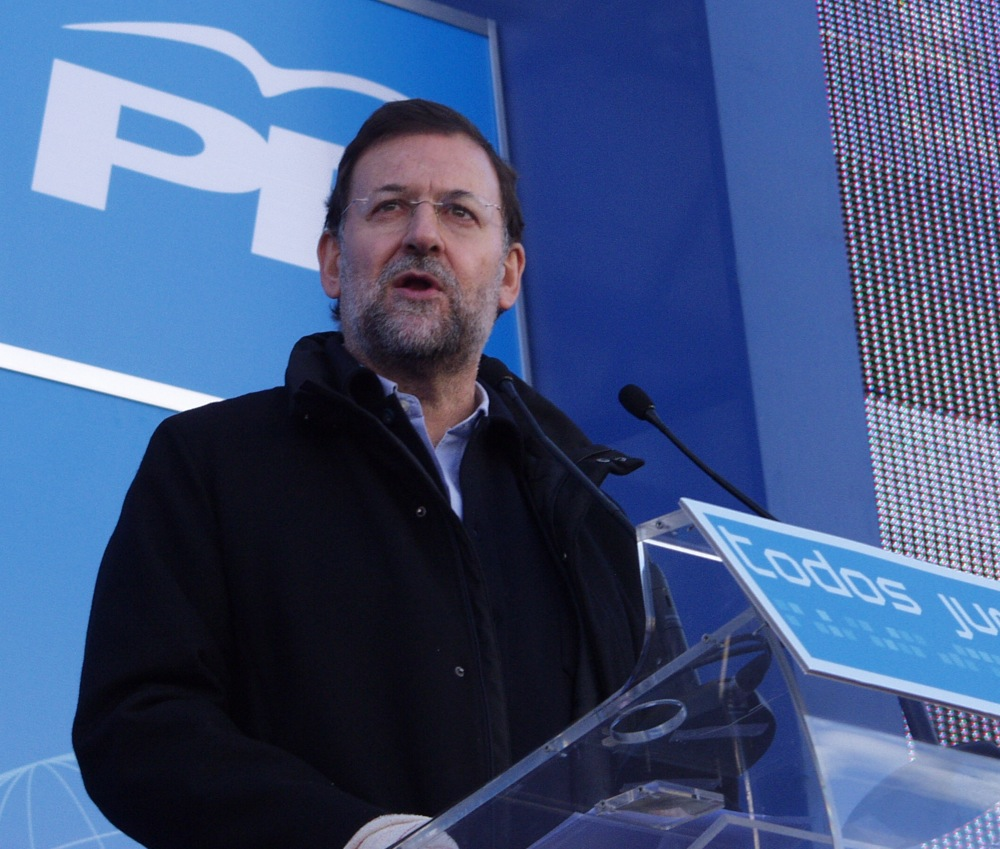
Мариано Рахой во время митинга в Мадриде (декабрь 2005 г.).

На выборах 2004 года, состоявшихся через три дня после терактов 11 марта в Мадриде (11-M), Мариано Рахой потерпел поражение от кандидата от PSOE Хосе Луиса Родригеса Сапатеро. В течение трёх дней между нападениями и победой социалистов несколько членов тогдашнего правительства были обвинены и обвиняются до сих пор в том, что они неоднократно заявляли о наличии признаков того, что ЭТА была причастна к массовым убийствам. Между тем, в середине дня размышлений перед их штаб-квартирой прошли демонстрации, обвинявшие их во лжи, что не было осуждено ни Центральным избирательным советом, ни другими партиями. Позже, по ходу расследования, выяснилось, что к нападению причастна радикальная исламистская ячейка. В ходе столь бурных выборов PP получила 148 депутатов с 37,71 % голосов по сравнению с 164 депутатами PSOE с 42,59 %.
PP была партией большинства в парламентской оппозиции, а Рахой её возглавлял. Она постепенно дистанцировалась от соглашений с другими политическими силами, как одной, так и другой идеологии, и иногда оказывалась маргинализированной, как это произошло в конце 2003 года с Пактом Тинеля, в таких вопросах, как реформа системы правосудия или заключения Комиссии 11-М. Даже в Сенате, где Народная партия имела простое большинство, спикером был избран социалист. Внешняя политика партии была пересмотрена, а её флагманские проекты, такие как Национальный гидрологический план или Закон о качестве образования, были парализованы или подавлены. 13 сентября 2006 года Артур Мас, глава CiU, также пообещал не вступать в пакт с PP, поскольку PP выступила против нового статута автономии Каталонии. Народная партия выразила категорическое несогласие с тем, что в преамбуле Каталония названа нацией, что в Каталонии могут быть закрыты государственные полномочия, что в Каталонии будет создан судебный орган, зависящий от Женералитата Каталонии, собственное налоговое агентство и что, по их мнению, в языковых правах испанский язык будет оттеснен на второй план.
VIII Легислатура Испании характеризовалась частыми трениями с PSOE, особенно по вопросам политического диалога с ETA, иммиграции, поглощения Endesa и реформ статутов автономии автономных сообществ, особенно Статута автономии Каталонии 2006 года.
PP также поддержала ряд демонстраций, проведённых различными организациями и ассоциациями, такими как AVT или Испанский семейный форум, в попытке воспроизвести стратегию мобилизации своих масс, которая, по мнению некоторых, была столь успешной для левых в предыдущей легислатуре. 10 марта 2007 года партия выступила организатором массовой демонстрации в знак протеста против освобождения члена ЭТА Де Хуаны Хаос. В рамках этой стратегии напряжённости различные СМИ и люди, связанные с Народной партией, такие как газеты Libertad Digital и El Mundo, радиостанция COPE и члены парламента, например Хайме Игнасио дель Бурго, поддержали дискредитировавшие себя теории об 11M.
Тем временем напряжённость между активистами обеих партий усилилась, о чем свидетельствуют нападения на Анхеля Асебеса и Хосепа Пике со стороны членов Социалистической молодежи в Марторелле и «дело Боно», связанное с арестом сторонников РР в связи с предполагаемым нападением на тогдашнего министра обороны Хосе Боно.
В марте 2006 года Народная партия провела в Мадриде Народный съезд, начав подготовку основных документов для муниципальных и региональных выборов 2007 года. В марте 2007 года Народная партия объявила, что больше не будет сотрудничать со СМИ, входящими в Grupo Prisa (ежедневная газета El País и Cadena SER, среди прочих), из-за высказываний её президента Хесуса де Поланко, в которых он критиковал позицию этой партии в период после проигрыша в 2004 году. Однако после смерти Поланко, 26 сентября 2007 года, Мариано Рахой дал своё первое интервью изданию Cuatro, которое принадлежит Grupo Prisa.
В мае 2007 года Народная партия вновь стала самой голосующей партией на национальном уровне на муниципальных выборах, опередив PSOE чуть более чем на 165 000 голосов.

### IX Легислатура (2008—2011)
По результатам всеобщих выборов 2008 года Испанская социалистическая рабочая партия получила 169 мест в Конгрессе депутатов (на пять больше, чем в 2004 году) и 43,87 % голосов, а Народная партия — 154 места (на шесть больше, чем в 2004 году) и 39,94 % голосов.
После второго повторного провала, ряд СМИ (например, радиостанция COPE и газета El Mundo) поставили под сомнение продолжительность Мариано Рахоя как лидера партии и оппозиции. Однако, сам Рахой подтвердил свою позицию, созвав в июне этого года партийный съезд, на котором он объявил, что будет баллотироваться на переизбрание. В последующие недели, особенно после назначения Сорайи Саенс де Сантамарии пресс-секретарем Народной партии в Конгрессе депутатов, между этими СМИ, а также другими сторонниками президента Мадридского сообщества Эсперансы Агирре, и окружением Мариано Рахоя разгорелся ожесточённый спор. Эти трения привели к сильному внутреннему конфликту, который проявился в отставке, расставании или недовольстве таких значимых фигур в партии, как Эдуардо Саплана, Анхель Асебес или Мария Сан Хиль.

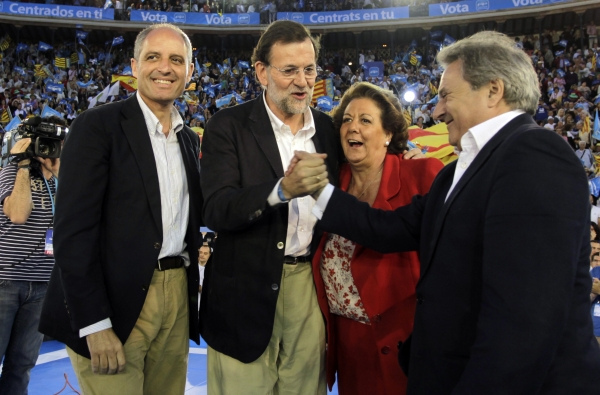
Мариано Рахой, поддержанный различными деятелями Народной партии Валенсийского сообщества незадолго до съезда, на котором он будет переизбираться.

16-й съезд PP состоялся в Валенсии 20, 21 и 22 июня 2008 года, и Рахой был переизбран на пост президента, получив 84 % действительных голосов от числа избранных делегатов.
На этом съезде была принята поправка, предложенная Алехо Видаль-Квадрасом, Сантьяго Абаскалем и другими, касающаяся политической линии их партии по отношению к националистическим партиям, которая включала «необходимость конституционной реформы, укрепляющей государство и сплочённость нации, а также новая стратегия пактов, благодаря которой Народная партия будет преимущественно добиваться парламентской стабильности как на национальном, так и на региональном уровне путём заключения соглашений с PSOE, а не с националистами», дойдя до того, что в 2009 году заявила, что единственным способом сохранения национального единства является исключение национальностей из Конституции.
Это изменение политической линии стало основой для поддержки PP PSOE в парламенте Страны Басков после выборов 2009 года, хотя в Каталонии ситуация сложилась иначе, поскольку филиал PSOE в Каталонии позволил Артуру Масу (CiU не набрал абсолютного большинства в парламенте после выборов 2010 года) вступить в должность, в то время как филиал PP в Каталонии позволил CiU утвердить свой бюджет в парламенте до проведения новых выборов в ноябре 2012 года.
В октябре 2008 года Испанское агентство по защите данных оштрафовало PP на 60 101,21 € за серьёзное нарушение Органического закона о защите персональных данных, заключавшееся во включении без их согласия четырёх жителей Эль-Грове в качестве «ложных добровольцев» в списки для выборов в Стране Басков в мае 2007 года.
Кроме того, в результате ряда споров Народная партия объявила о разрыве соглашения 1991 года с Союзом народа Наварры, чтобы воссоздать свою собственную организацию в этом автономном сообществе, где она правила с 1996 года.
7 июня 2009 года PP выиграла выборы в Европейский парламент, набрав 42,12 % голосов (23 депутата) против 38,78 % (21 депутат), полученных PSOE.
В течение 2009 года несколько должностных лиц Народной партии в разных провинциях Испании были арестованы по обвинениям, связанным с политической коррупцией. Народная партия начала контркампанию, утверждая, что эти аресты на самом деле были случаем преследования со стороны правительства. Эти обвинения в коррупции стали известны как дело «Gürtel».
Дело о предполагаемом политическом шпионаже в Мадридском сообществе также всплыло в 2009 году. В этом деле несколько должностных лиц PP обвинялись в незаконном шпионаже за своими коллегами по партии и членами оппозиции. Дело было впоследствии закрыто, поскольку слежка не была доказана.

### Правительства Мариано Рахоя (2011—2018)

#### X Легислатура

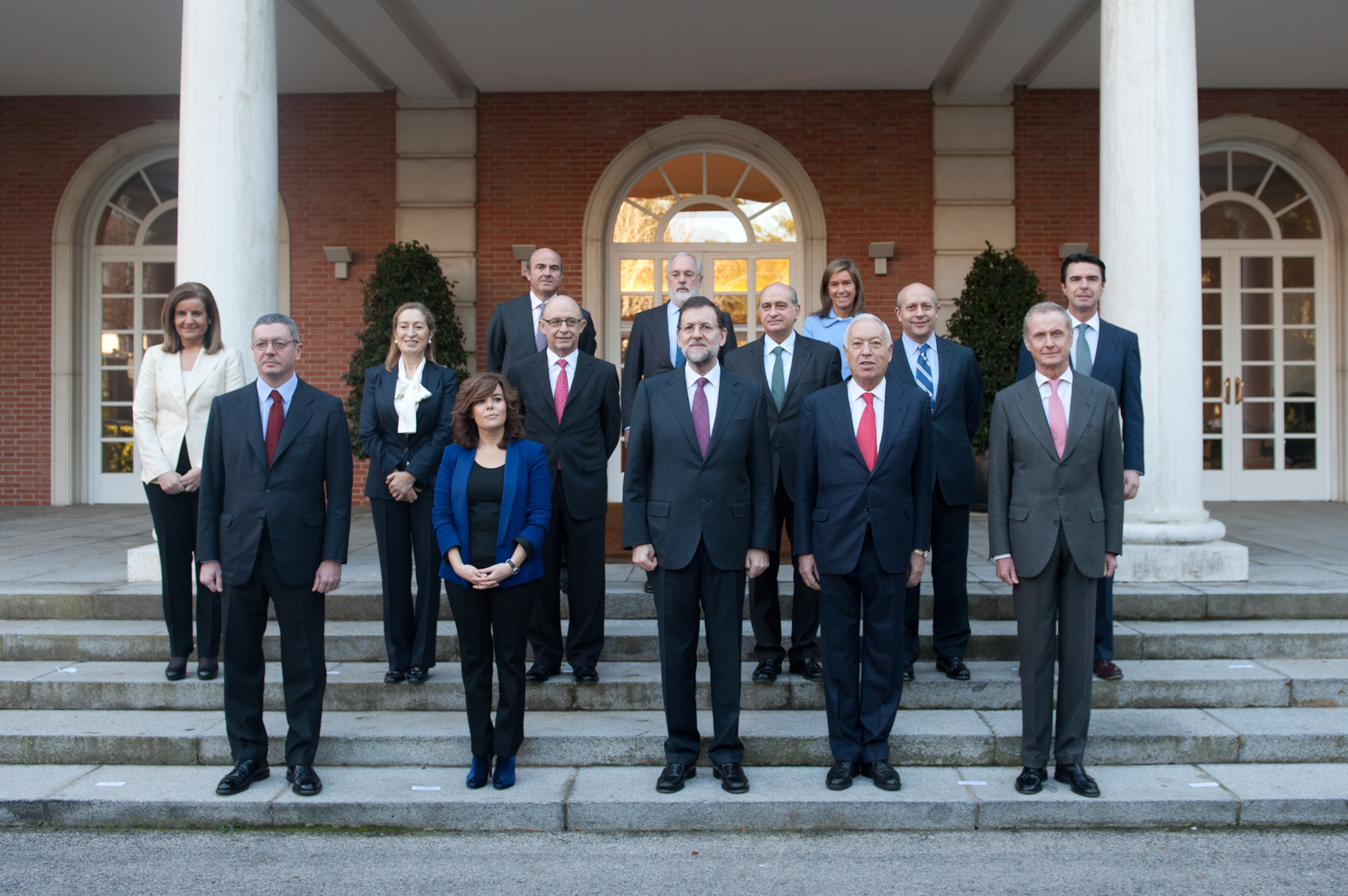
Рахой позирует перед СМИ в дворце Монклоа вместе с 13 министрами своего правительства в декабре 2011 года.

В результате экономического кризиса и действий правительства во время него произошло резкое падение электоральных прогнозов PSOE и рост показателей PP, что подтвердилось 20 ноября 2011 года на досрочных всеобщих выборах, на которых PP получила абсолютное большинство, что позволило ей прийти к власти в стране с Мариано Рахоем во главе.

##### Экономика
Сразу после формирования нового кабинета были согласованы меры по сокращению государственного дефицита, превышавшего 8 % ВВП, что было выше предела, согласованного Родригесом Сапатеро с Европейской комиссией. Эти меры заключались в сокращении государственных расходов примерно на 8,9 млрд евро и повышении подоходного налога и налога на недвижимость. Кроме того, зарплаты государственных служащих остались замороженными, были сокращены субсидии политическим партиям и профсоюзам, а минимальная заработная плата была заморожена.
10 февраля 2012 года была представлена реформа трудового законодательства, направленная на прекращение сокращения рабочих мест и улучшение экономической ситуации в стране, которая подверглась резкой критике со стороны оппозиции и профсоюзов за такие аспекты, как удешевление увольнения.
В конце июля 2014 года Банк Испании объявил, что ВВП вырос на 0,5 % во втором квартале, что стало четвертым кварталом роста подряд.

#### XII Легислатура

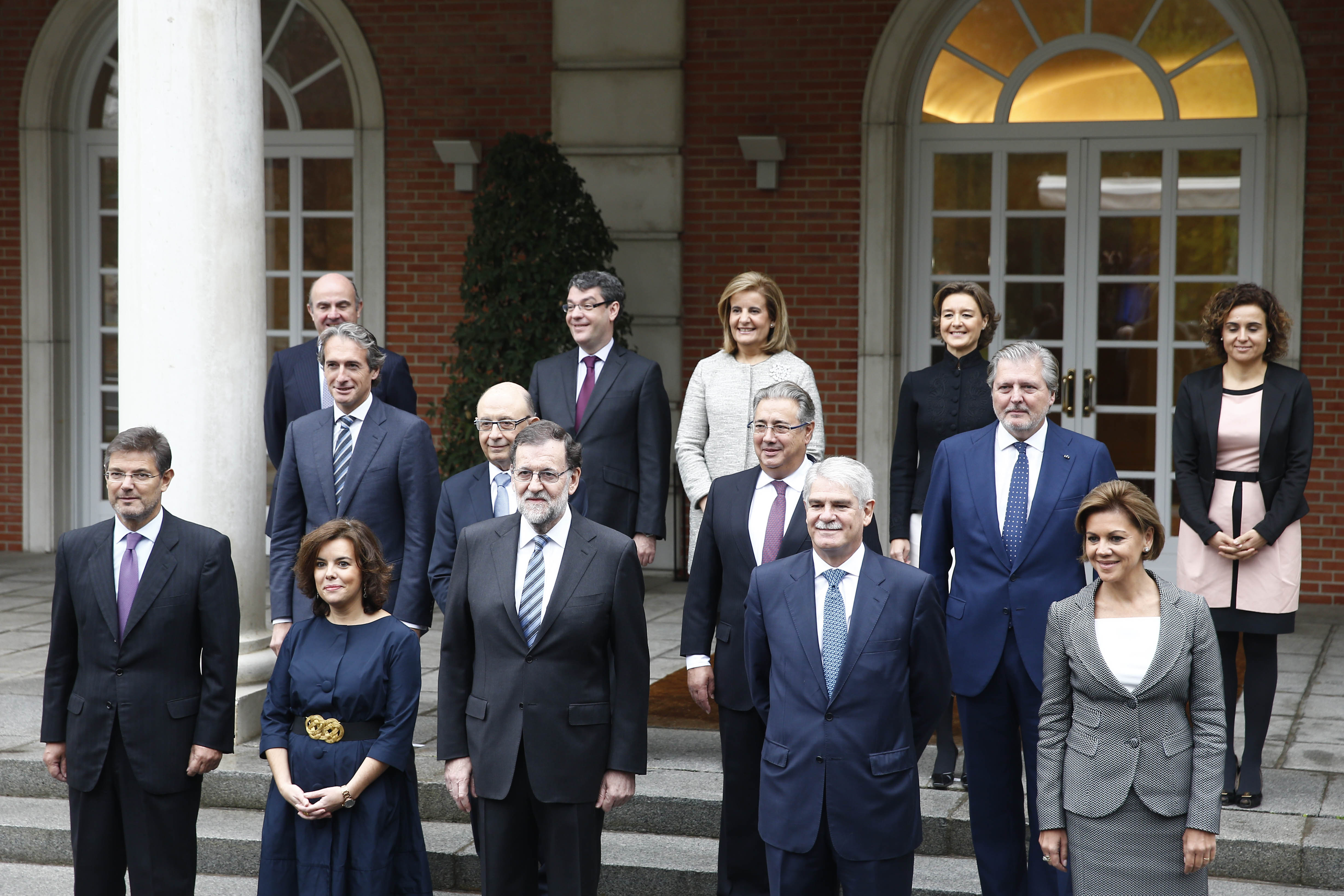
Рахой позирует для прессы во дворце Монклоа с министрами своего правительства в ноябре 2016 года.

После того, как Народная партия одержала победу на всеобщих выборах в июне 2016 года простым большинством голосов, 29 октября Конгресс проголосовал за Рахоя в качестве президента второго правительства.

##### Проблема независимости

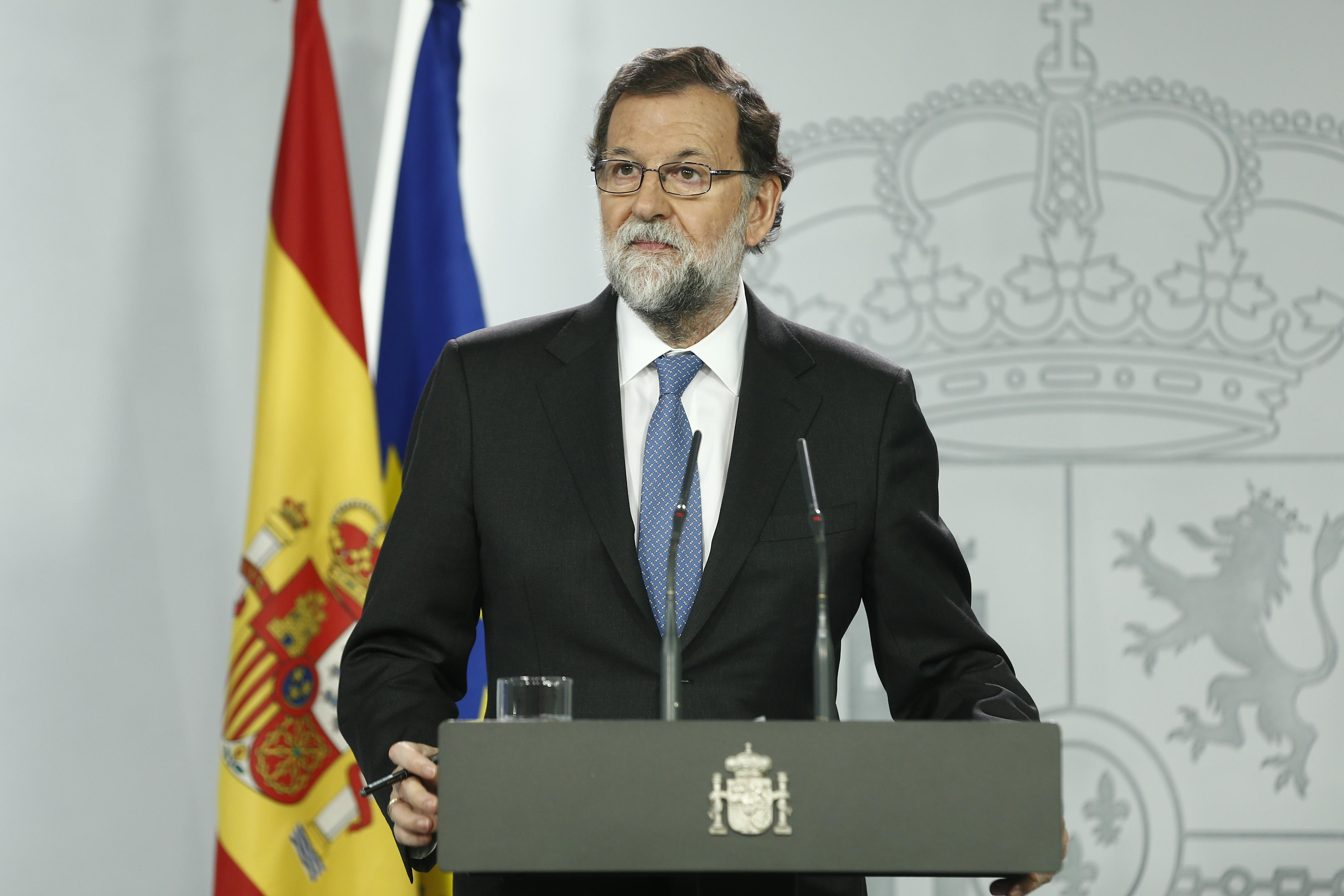
Рахой во время своего выступления во дворце Монклоа после одностороннего провозглашения независимости Каталонии.

6 сентября 2017 года партии Вместе за «Да» и Кандидатура народного единства проголосовали за закон о референдуме, который на следующий день был приостановлен Конституционным судом, что, однако, не помешало проведению референдума о независимости Каталонии 1 октября. Этот день был охарактеризован некоторыми СМИ как «крупнейший вызов, с которым столкнулась испанская демократия». Голосование не имело никаких юридических гарантий и не было проверено никаким независимым органом. Кроме того, 10 октября тогдашний президент Каталонии Карлес Пучдемонт выступил с односторонним заявлением о независимости.
После всего вышесказанного 21 октября Рахой объявил, что применит статью 155 испанской Конституции для вмешательства в автономию Каталонии, в результате чего было отстранено все правительство Женералитату и назначены досрочные выборы на 21 декабря 2017 года.

##### Юридические проблемы
В мае 2018 года Национальный суд признал PP виновной в участии в коррупционном скандале «Gürtel» с целью получения прибыли, постановив, что организация извлекала выгоду из коррупционной схемы «в ущерб интересам государства».

##### Преемственность

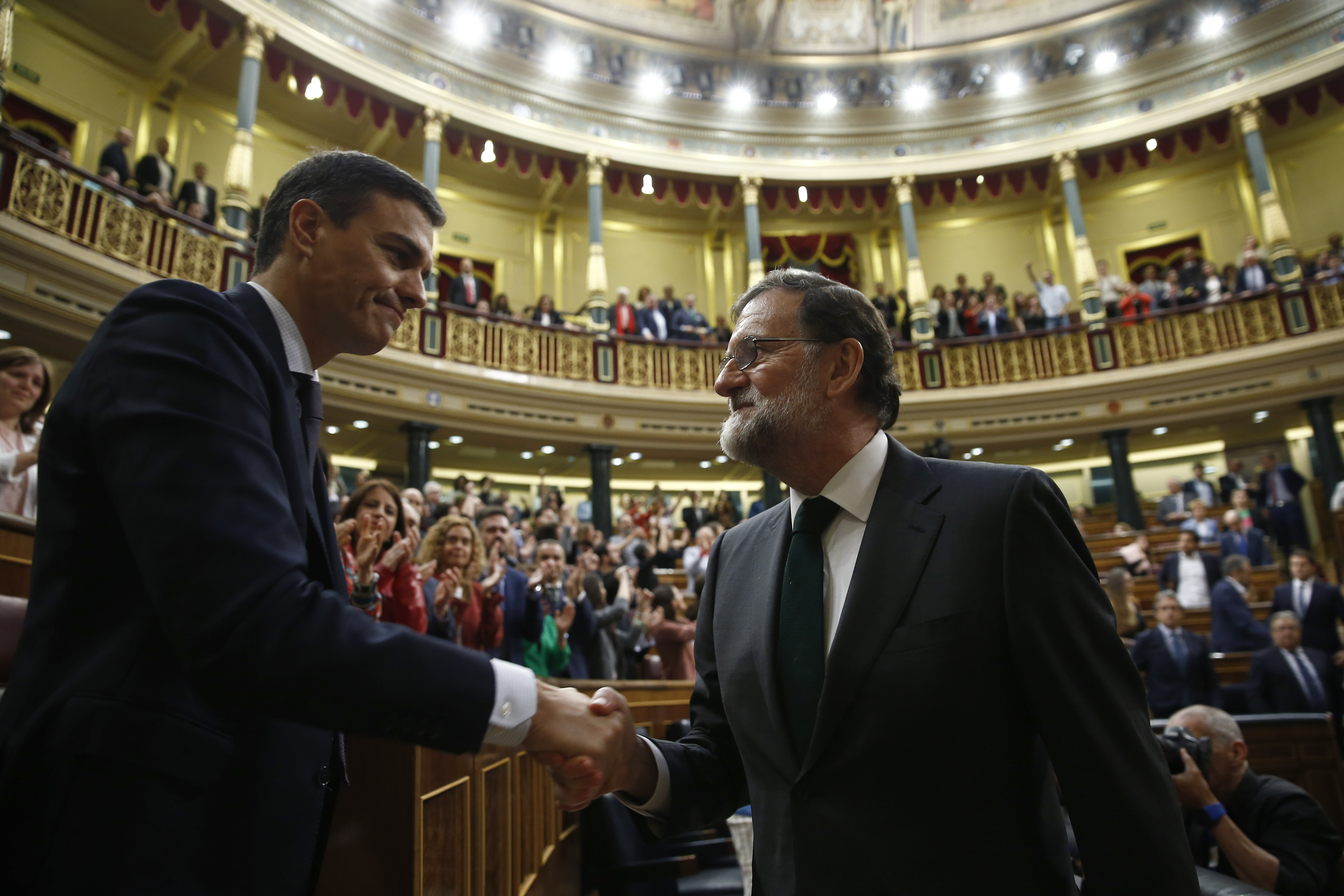
Бывший президент правительства Мариано Рахой поздравляет нового президента правительства Педро Санчеса после голосования по вотуму недоверия правительству.

Правительство Рахоя сложило полномочия 2 июня 2018 года в связи с принятием вотума недоверия Мариано Рахою, в результате чего Педро Санчес был назначен президентом правительства в Конгрессе депутатов. На XIX съезде Народной партии, состоявшемся 20 и 21 июля 2018 года, президентом был избран Пабло Касадо, набравший 57,21 % голосов.

### Президентство Пабло Касадо (2018—2022)

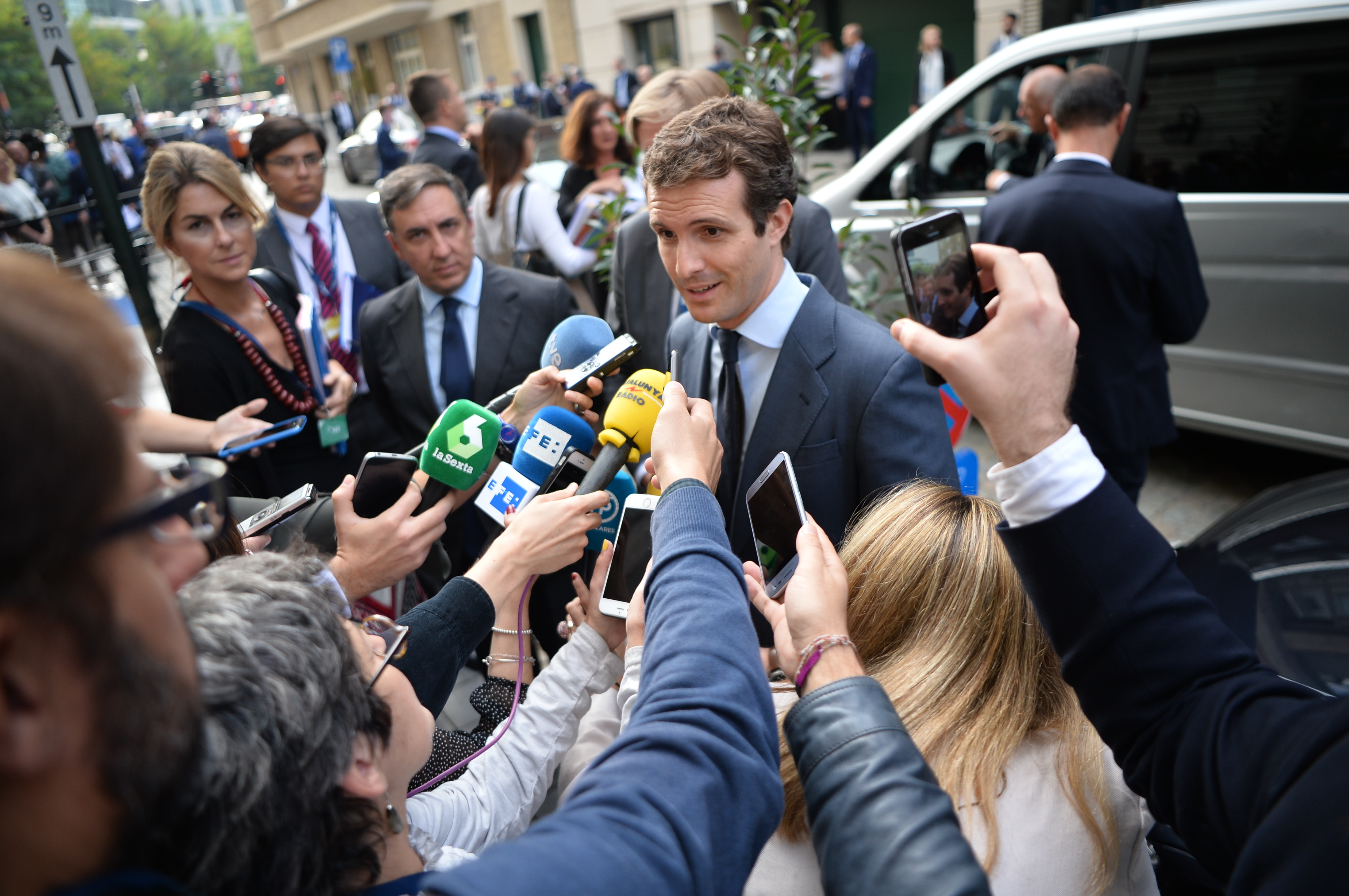
Пабло Касадо выступает перед представителями СМИ в Брюсселе в 2018 году.

28 апреля 2019 года Народная партия получила худшие результаты на всеобщих выборах, набрав всего 66 депутатов и 56 сенаторов.
В сентябре 2019 года Твиттер объявил об удалении из социальной сети 259 учётных записей пользователей, связанных с PP, созданных в контексте выборов в апреле 2019 года. Эти фальшивые учётные записи в основном занимались спамом и повторной публикацией контента с целью привлечения внимания. Аналогичным образом, Facebook и Instagram объявили в тот же день о закрытии ещё 65 и 35 учётных записей пользователей, связанных с PP, соответственно, которые были вовлечены в аналогичную деятельность.
На выборах в парламент Каталонии в 2021 году партия PP показала худшие результаты в своей истории в этом регионе, получив всего 3 места и став последней политической силой, представленной в парламенте.
После выборов в Ассамблею Мадрида в 2021 году, на которых победила Исабель Диас Аюсо, получившая всего 4 места меньше абсолютного большинства, начался период напряжённости и конфликтов между ней и Касадо, выражавшийся в отсутствии одного из них на мероприятиях, обвинениях на конференциях и съездах партии, а также в заявлениях президента о том, что в партии нет места «персонализму» или «солистам».
В декабре 2021 года президент Кастилии и Леона Альфонсо Фернандес Маньуэко уволил всех советников из партии «Граждане», распустил парламент и назначил выборы на 13 февраля. В качестве причины он указал на риск «измены» со стороны партии из-за возможности проведения вотума недоверия и ведения за его спиной переговоров с PSOE и «За Авилу». Хотя в начале предвыборной кампании опросы давали ему широкое большинство, граничащее с абсолютным, с каждым днём опросы показывали рост популярности PSOE. В конечном итоге результаты дали ему победу с перевесом в три места над PSOE.

#### Кризис 2022 года
После нескольких месяцев конфликта между президентом Мадридского автономного сообщества Исабель Диас Аюсо и руководством национальной партии PP, 16 февраля 2022 года появилась информация о предполагаемом получении (в виде комиссионных) братом Диас Аюсо вознаграждения за посредничество в поставках медицинских материалов, а также о предполагаемом шпионаже за семьёй президента со стороны партии Génova через мэрию Мадрида. На следующий день президент Мадридского автономного сообщества в своём выступлении обвинила национальное руководство Народной партии в попытке уничтожить её политически. В тот же день вечером генеральный секретарь Теодоро Гарсия Эгеа выступил с опровержением всей информации, связанной с попыткой шпионажа в окружении президента; в ходе этого выступления Эгеа сообщил об открытии информационного дела о действиях президента Мадрида, которое было закрыто на следующий день с признанием достоверности представленных ею документов. Через несколько часов в тот же день Анхель Карромеро, доверенное лицо мэра Мадрида Хосе Луиса Мартинеса-Альмейды, подал в отставку после того, как были обнародованы аудиозаписи, на которых один из детективов утверждал, что с ним связались из Муниципальной компании по жилищному строительству и землепользованию.
На следующий день председатель партии Пабло Касадо заявил на радиостанции «Cope», что Диас Аюсо должна предоставить все необходимые документы, чтобы развеять сомнения относительно её честности, одновременно поставив под сомнение её добросовестность, заявив, что «логично ли было назначать своего брата на должность в апреле 2020 года, когда в Испании от пандемии умирали 700 человек».
Это привело к настоящему расколу в PP, в ходе которого «бароны», депутаты и лидеры партии требовали политической ответственности и смены руководства, вплоть до того, что они отмежевались от руководства и подали в отставку со своих постов в партийном аппарате. 22 февраля произошла целая серия отставок высокопоставленных членов партии, и большинство региональных «баронов» и парламентской фракции Народной партии потребовали созвать внеочередной съезд, а также подали прошение об отставке генерального секретаря, которая произошла в тот же день. Пабло Касадо наконец согласился созвать Национальный исполнительный комитет 1 марта, чтобы инициировать созыв внеочередного съезда Народной партии, и обязался не выставлять свою кандидатуру на переизбрание, чтобы остаться во главе партии.

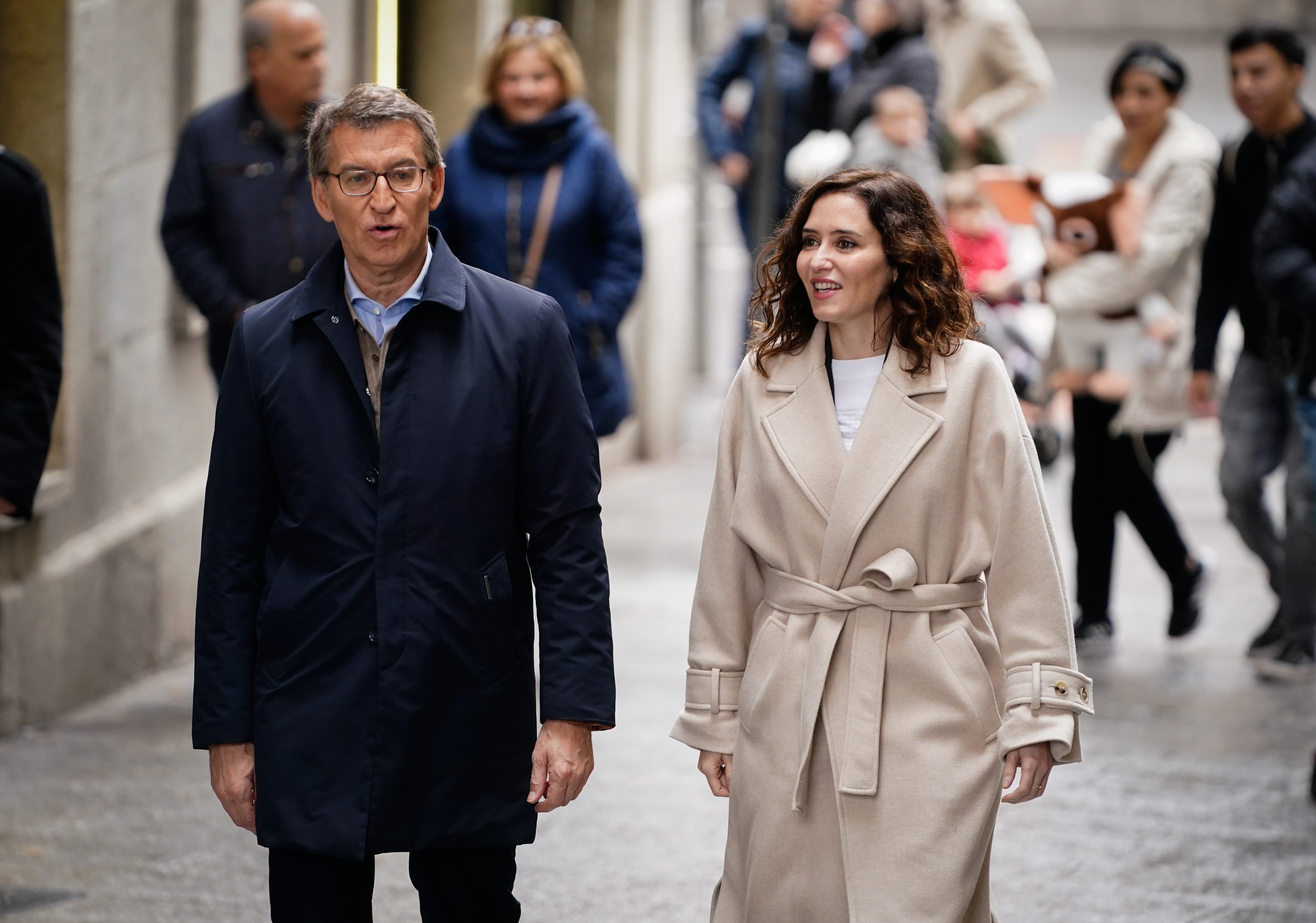
Альберто Нуньес Фейхоо с Изабель Диас Аюсо.

После созыва XX съезда PP президент автономной области Галисия Альберто Нуньес Фейхоо объявил о своей кандидатуре на пост председателя PP. Нуньес Фейхоо, единственный кандидат на пост руководителя партии, получивший одобрение всех партийных боссов, был избран председателем партии 2 апреля 2022 года, набрав 98,35 % голосов.

### Президентство Альберто Нуньеса Фейхоо (с 2022)
После 2022 года начался новый этап поиска опытных, умелых и технически подготовленных кадров для партии. Кроме того, Фейхоо заявляет о своём намерении возобновить политику взаимопонимания, предлагая PSOE государственные соглашения по таким вопросам, как оборона, образование, экономика, а также планы по повышению качества институтов или принятию срочных экономических мер. Отходя от этапа Касадо, был быстро созван конгресс Мадридского сообщества для избрания Исабель Диас Аюсо президентом.
На выборах в парламент Андалусии в 2022 году Морено Бонилья добился лучшего результата в истории андалузской Народной партии, получив абсолютное большинство с 58 из 109 мест.

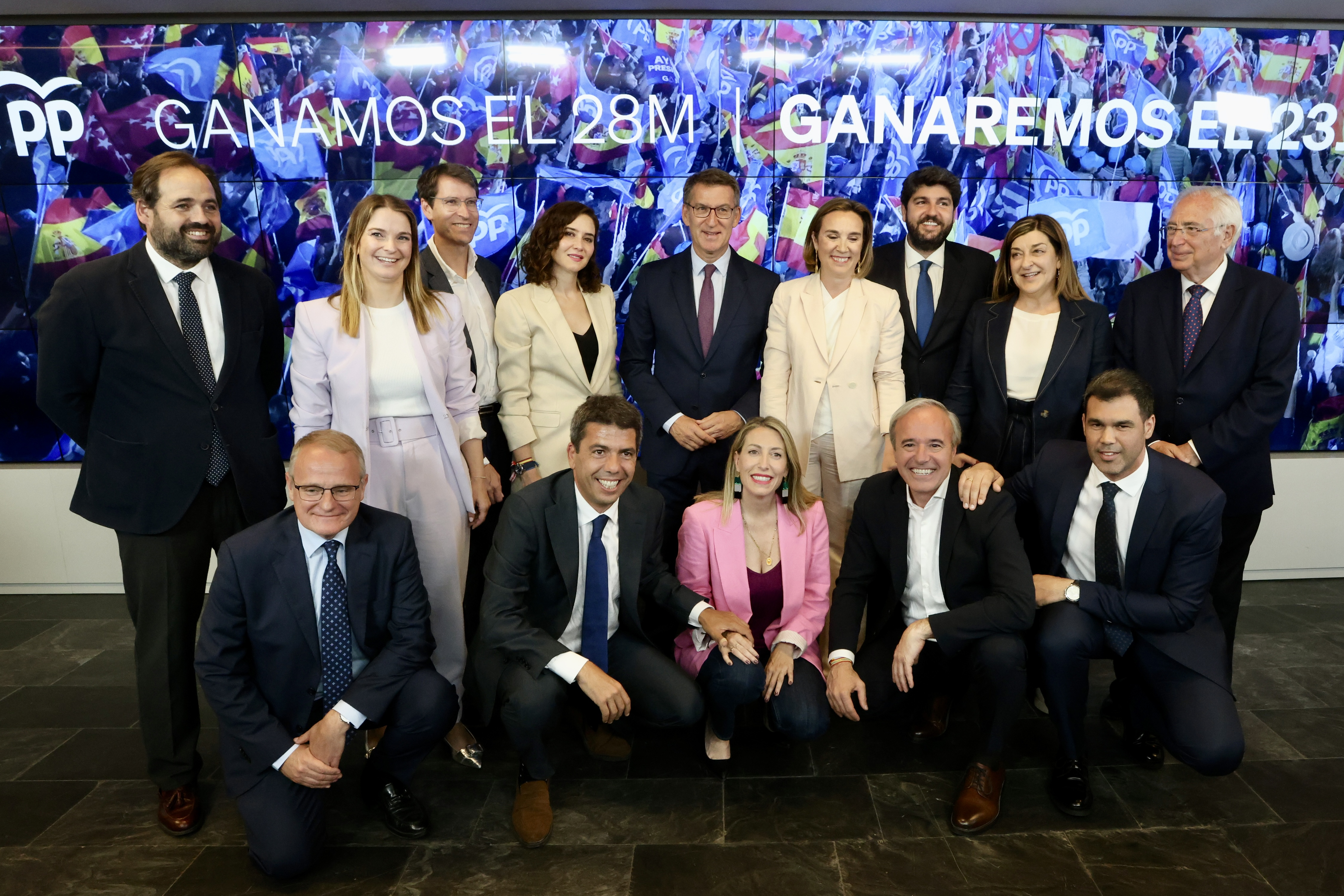
Национальный совет директоров Народной партии после победы на региональных и муниципальных выборах 28 мая.

На региональных выборах 28 мая 2023 года PP подтвердила своё лидерство в таких регионах, как Мадрид, Мурсия и Сеута, и получила большинство в региональных правительствах, ранее возглавляемых PSOE, таких как Валенсийское сообщество и Балеарские острова, достигнув наибольшего территориального влияния с 1995 года, поскольку она правит в двенадцати из семнадцати автономных сообществ. В шести случаях вступление кандидатов от PP в должность президентов автономных регионов зависело от поддержки или воздержания Vox. Кроме того, на муниципальных выборах, состоявшихся в тот же день, партия PP получила мэрии большинства крупных городов, став партией, набравшей наибольшее количество голосов на национальном уровне.

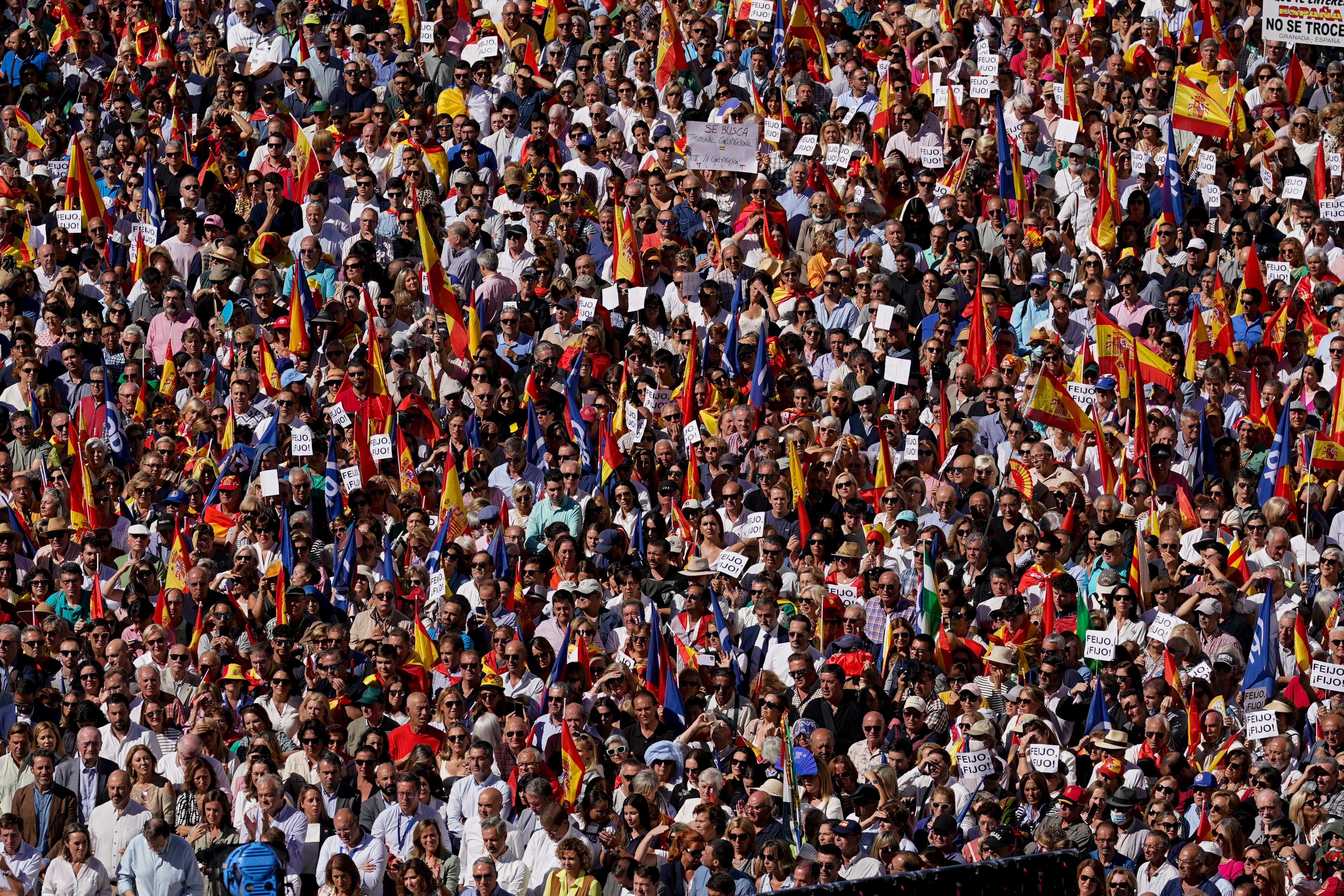
Тысячи людей приняли участие в митинге против амнистии на площади Филиппа II в Мадриде.

В связи с неудачей PSOE и левых сил в целом Педро Санчес назначил досрочные всеобщие выборы на 23 июля 2023 года. PP представляет Альберто Нуньеса Фейхоо в качестве кандидата на пост председателя правительства, чтобы закрепить политические перемены. Кандидаты, представленные PP, набрали 33 % голосов и 137 депутатов, став самой голосующей партией, опередив PSOE, которая получила 31,7 %. Народная партия получила около 3 миллионов новых голосов по сравнению с выборами в ноябре 2019 года, что эквивалентно увеличению числа депутатов на 47 человек.
В отсутствие достаточного большинства в правом или левом блоке король Филипп VI поручил провести инвеституру, которая состоялась 26 и 27 сентября, Альберто Нуньесу Фейхоо, так как он был кандидатом, набравшим наибольшее количество голосов. В связи с тем, что Педро Санчес параллельно вёл переговоры с Пучдемоном о законе об амнистии, чтобы договориться о его гипотетической последующей инвеституре после вероятной неудачной инвеституры Фейхоо, Народная партия созвала 24 числа того же месяца большой митинг на площади Филиппа II в Мадриде, чтобы провести демонстрацию. Это мероприятие прошло с триумфом и заполнило улицы Мадрида, собрав от 40 000 до 60 000 человек, включая сторонников партии и представителей гражданского общества, что дало Народной партии толчок к развитию после горькой победы на выборах 23 июля.
В итоге инвеститура Фейхоо была отклонена нижней палатой парламента, за неё высказались всего 172 депутата (137 от Народной партии, 33 от Vox, 1 от Союза народы Навырры и 1 от Канарской коалиции), что на четыре депутата меньше абсолютного большинства.

## Идеология
Такие авторы, как Клэр Аннесли, называли её главной консервативно-либеральной партией Испании, другие, например, Хлоушек и Копечек, отмечали, что во время правления Хосе Мария Аснара PP превратилась в консервативную партию с элементами христианской демократии и, прежде всего, либеральными элементами в экономической политике: «От первоначального акцента на „единую и католическую Испанию“ в 1980-х и 1990-х годах она постепенно превратилась под руководством Хосе Мария Аснара в прагматически ориентированную консервативную структуру с христианско-демократическими и, ещё сильнее, экономически либеральными элементами». Магноне отмечает успехи Хосе Марии Аснара в преобразовании партии в более современную организацию по линии «христианских демократов». С другой стороны, экономист Висенс Наварро называет PP консервативно-неолиберальной коалицией, проводящей неолиберальную экономическую политику.
По словам Хуана Авилеса Фарре, во время правления Хосе Марии Аснара Народная партия использовала прагматичный европеистский дискурс, хотя до этого она критиковала Фелипе Гонсалеса в его европейской политике. Нуньес Сейшас подчеркивает, что начиная с 2000-х годов Народная партия осуществляла программу «ренационализации Испании». Распространенный смысл, в котором PP переосмыслила термин «конституционный патриотизм» — «мы не националисты», но принимаем Испанию «естественно и без исторических комплексов» — оказался совместим, по мнению интеллектуалов, близких к PP, с гражданским и политическим национализмом.
В своём уставе от 2012 года PP определяет себя как реформистскую, проевропейскую, центристскую политическую партию, которая защищает христианский гуманизм.
Бывший председатель Народной партии Мариано Рахой в 2011 году назвал её «партией, в которой все умещаются, великой партией центра и испанских правых». В 2008 году Аснар отнес её к правоцентристской части испанского политического спектра.
С приходом нового председателя партии Пабло Касадо усилился рецентрализаторский дискурс в отношении полномочий, переданных автономным сообществам, особенно в сфере образования и здравоохранения.

### Народное восприятие
Согласно данным Центра социологических исследований за июль 2017 года, по шкале, где 1 — левые, а 10 — правые, испанцы оценивают Народную партию в 8,26 балла, что является второй самой правой партией после Foro Asturias и самой правой из национальных партий.

## Финансирование

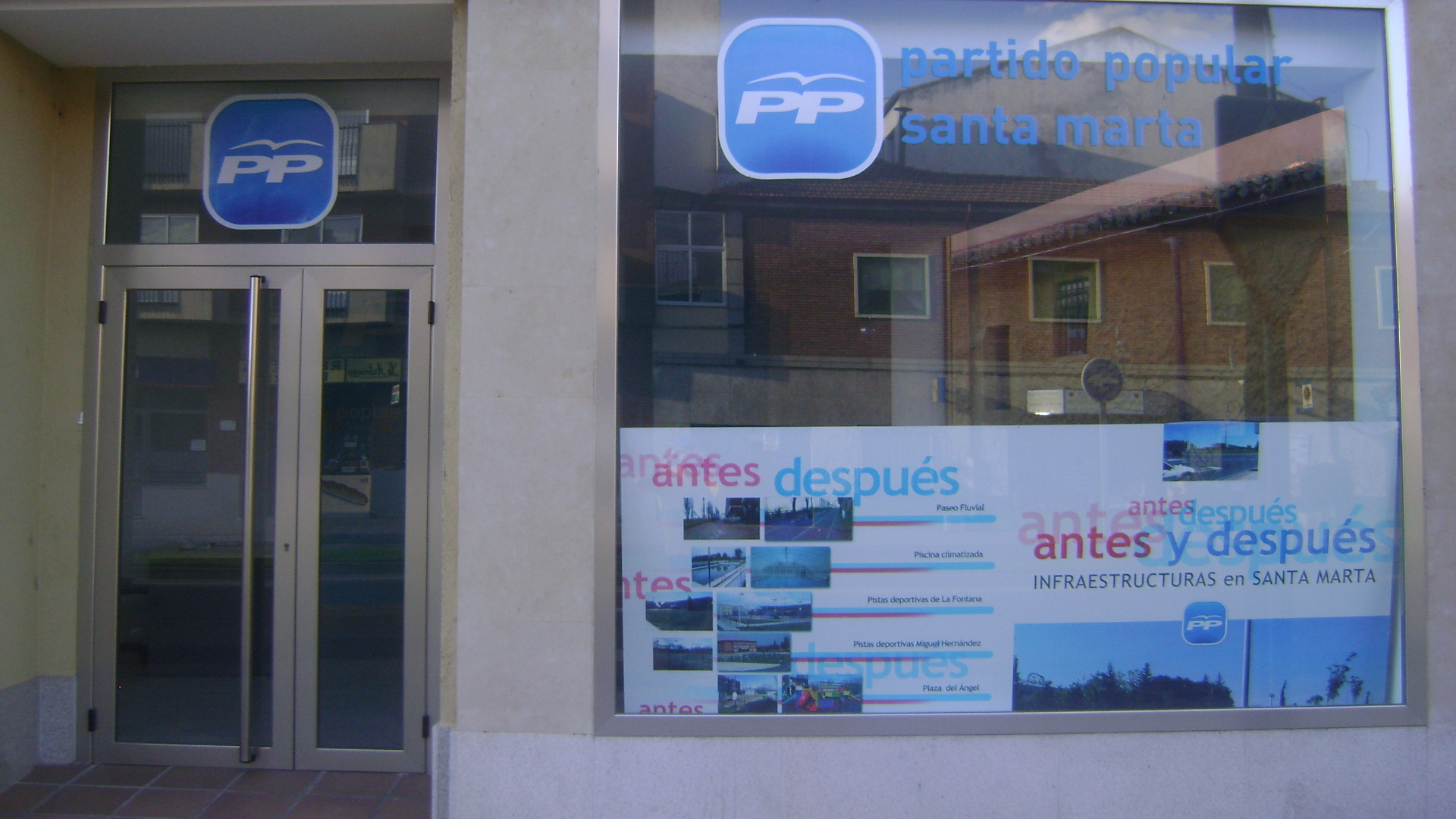
Штаб-квартира PP Санта-Марта-де-Тормес (Саламанка)

PP финансирует себя (или финансировала себя на протяжении всей своей истории) четырьмя способами:
1. Через институциональные субсидии политическим партиям.
2. С членскими взносами. В настоящее время в ней насчитывается 833 034 члена[130], которые делятся на сторонников и участников, из которых только участники платят членские взносы.
3. За счёт банковских кредитов.
4. За счёт пожертвований.

### Субсидии
В период с 2008 по 2011 год PP получила субсидии на общую сумму 370 миллионов евро. В 2012 году она получила 7 677 545,40 евро на покрытие «обычных текущих расходов» и 394 219,26 евро на покрытие «расходов на безопасность».

### Банковские кредиты

#### Долги перед банками
Согласно отчёту Счетной палаты за 2007 год, долг PP составлял 59,4 миллиона евро.
В 1996 году банковский долг PP оценивался менее чем в шесть миллионов евро, а в 1999 году он достиг 15 миллионов евро. В 2003 году он оценивался в восемь миллионов евро.

#### Прощённые долги
В 1996 году, когда PP пришла к власти благодаря Аснару, а Мануэль Фрага был президентом Хунты Галисии, «Caixa Galicia» простила партии долг в 300 миллионов песет. «Caja Granada» простила долг в 180 000 евро, заплатив 6 000 евро, а «Caixa Galicia» простила долг в 1,8 миллиона евро. Шесть банков отказались предоставить информацию о банковских счетах партии.

### Пожертвования
В период с 1992 по 2001 год РР получила 20,4 миллиона евро в виде пожертвований, в основном анонимных, став второй политической силой, получившей наибольшее количество пожертвований после CiU с 20,8 миллионами евро. Пожертвования, полученные РР, составляют 34 % от всех пожертвований, полученных основными политическими силами. В 2002 году РР получила чуть более 3 миллионов евро пожертвований, из которых 2,7 миллиона поступили от анонимных жертвователей.

### Нерегулярное финансирование
29 апреля 2012 года Государственное агентство по налоговому администрированию заявило о незаконном финансировании Народной партии в Мадриде с помощью фальшивых счетов за проведение предвыборных мероприятий. Национальная аудиенция начала расследование того, не скрывала ли Народная партия незаконные пожертвования, разбивая их на части в период выборов. 22 ноября 2013 года судья Пабло Руз, ведущий расследование по делам «Gürtel» и «Bárcenas», подтвердил, что в Народной партии постоянно действовала «черная» бухгалтерия, скрытая от Счётной палаты. 19 декабря 2013 года судья Руз распорядился провести обыск в штаб-квартире PP. В мае 2014 года Руз аккредитовал нерегулярное финансирование PP.

## Фонды
Как и большинство крупных испанских партий, PP имеет несколько фондов и связанных с ними организаций, которые занимаются теоретическими исследованиями, международным сотрудничеством, документацией и анализом, а также другими задачами.
- Фонд социальных исследований и анализа
- Группа стратегических исследований
- Фонд «Реформизм21»

## Национальная структура

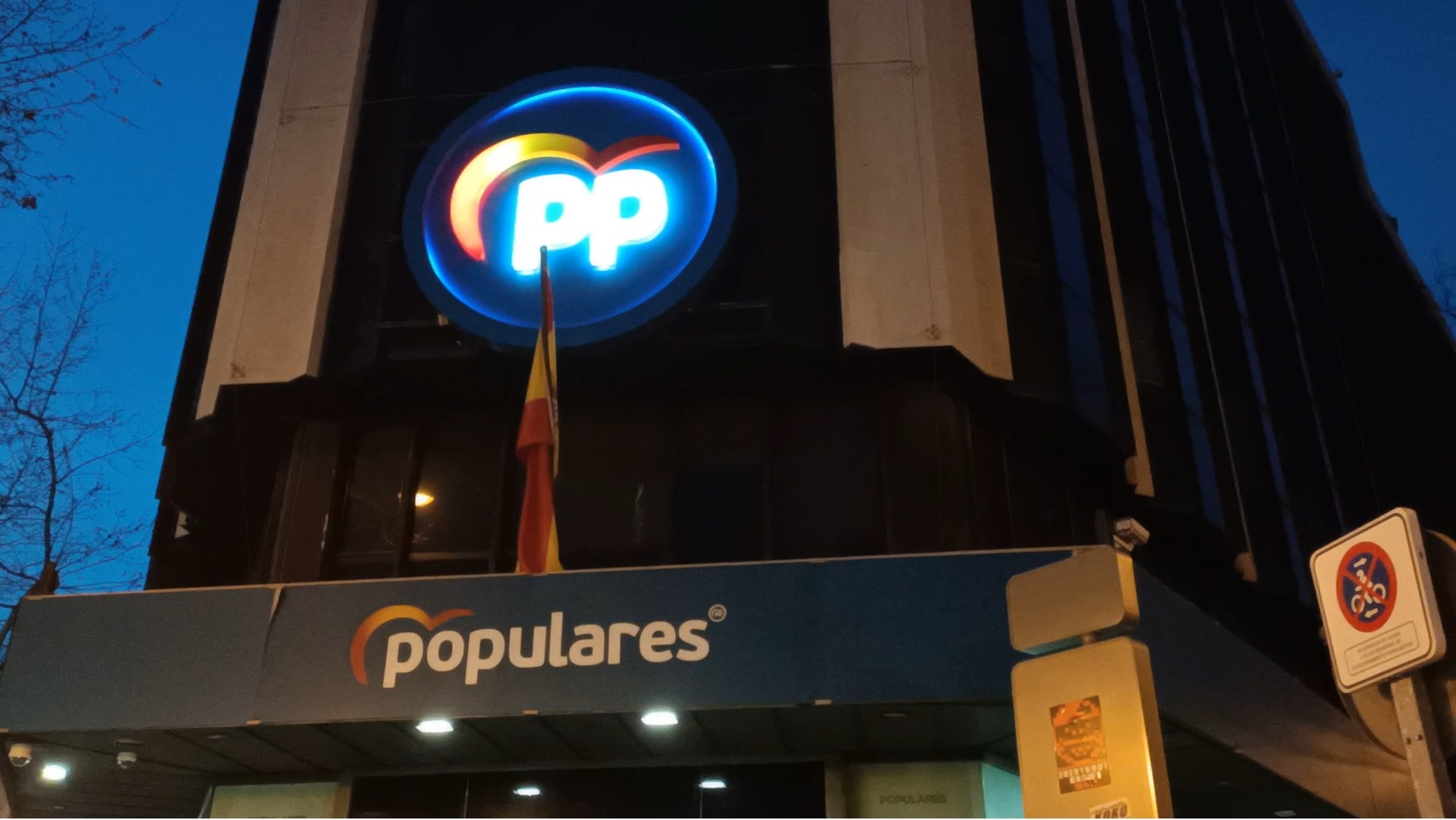
Национальная штаб-квартира PP по адресу: Мадрид, улица Женова, дом 13.

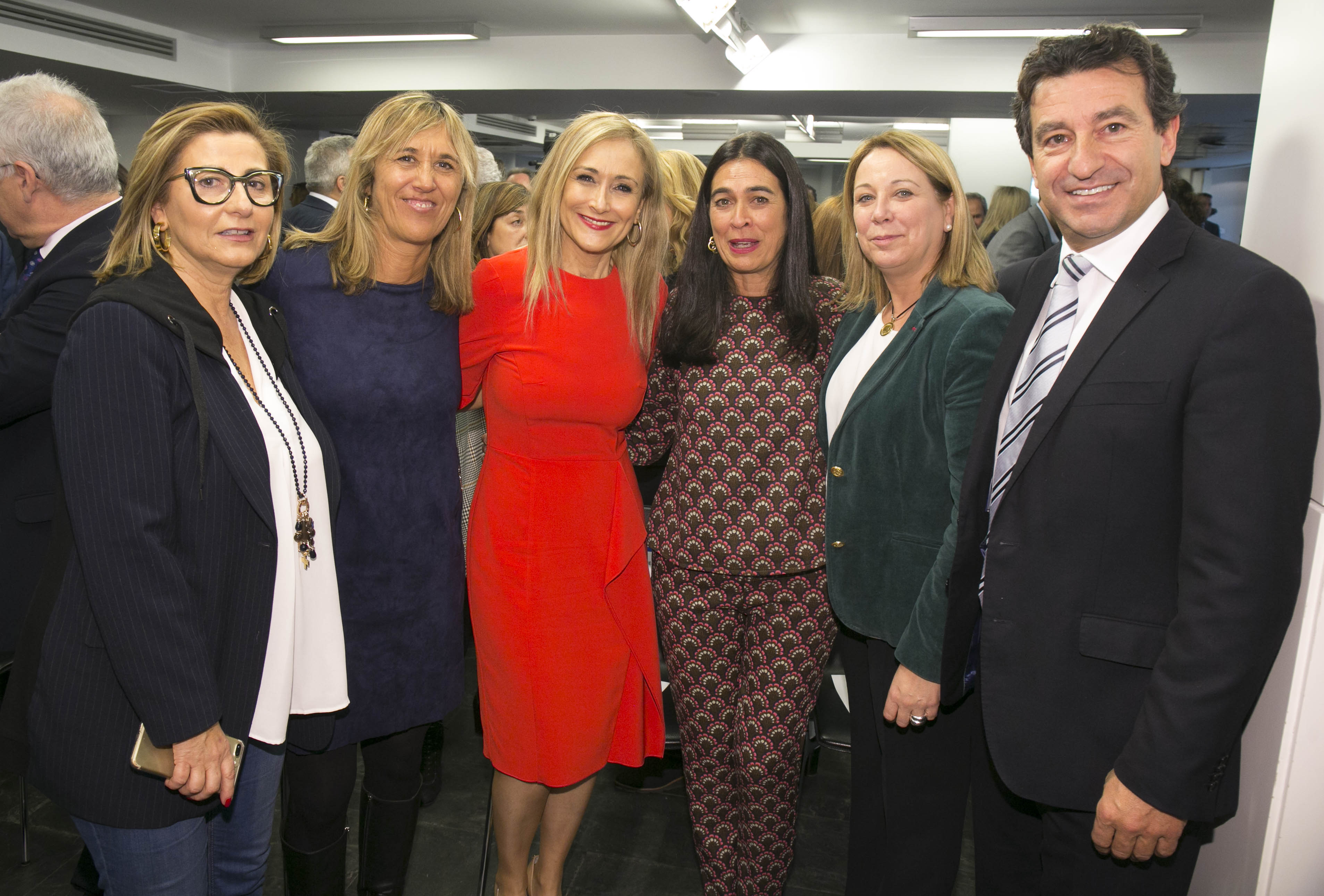
2018 Национальный совет директоров Народной партии

- Президентство: Альберто Нуньес Фейхоо
  - Генеральный директорат по финансам и организации: Мария дель Кармен Наварро Лакоба
  - Директорат кабинета министров: Марта Варела Пазос
  - Директорат отдела рекламы и имиджа: Мария дель Мар Санчес Сьерра
  - Директорат по коммуникациям: Луис де ла Матта Канто
- Генеральный секретариат: Консепсьон Гамарра Руис-Клавихо
  - Заместитель секретариата по вопросам автономии, муниципальной политики и анализа выборов: Элиас Бендодо Бенасаяг
    - Секретариат по вопросам эволюции и тенденций избирательной системы: Хавьер Кампой Монреаль
    - Секретариат по анализу и стратегическому планированию: Алехо Хоакин Миранда де Ларра Арнаис
    - Секретариат по муниципальной политике и крупным городам: Антонио Роман Хасанада
      - Крупные города: Хосе Мария Беллидо Роче
      - Муниципалитеты: Гема Игуаль Ортис

    - Секретариат по политике провинций и островов:
      - Кабильдос и советы: Мариано Эрнандес Сапата
      - Муниципальные ассоциации, консорциумы и комарки: Наталия Рей Ривейро
      - Провинциальные депутации: Карлос Гарсия Гонсалес

    - Cекретариат по автономной политике: Энграсия Идальго Тена
      - Парламентские группы: Кристина Елена Теньенте Санчес
      - Автономные правительства: Хавьер Руис Сантьяго

  - Заместитель секретариата по вопросам организации: Мария дель Кармен Фунес де Грегорио
    - Cекретариат организации: Анхель Гонсалес Муньос
      - Территориальная координация: Хосе Мария Аррибас дель Баррио, Альваро Морага Вальенте, Адриан Пардо Лопес и Эдуардо Карасо Эрмосо
      - Координация работы государственных учреждений: Томас Педро Бургос Бетета
      - Внутренний анализ и регламент: Мария Дельгадо Мартинес

    - Секретариат избирательных мероприятий: Дэвид Пэрри Лафон
      - Политический маркетинг: Серхио Рамос Акоста
      - Избирательные агенты: Хосе Энрике Нуньес Гихарро
      - Кампании и общественные мероприятия: Паула Гомес-Ангуло Аморос

    - Секретариат по обучению: Хосе Антонио Бермудес де Кастро
      - Избирательное обучение: Асьер Антоне Гомес
      - Обучение в сфере политического действия: Эдурне Уриарте Бенгоетксеа

    - Секретариат по вопросам членства и участия: София Аседо Рейес
      - Филиалы: Белен Хойо Хулиа
      - Участие: Кармен Диас де Бустаманте

    - Секретариат PP за рубежом: Антонио Родригес Миранда
      - Представитель в Европе: Хоакин Кальво Басаран
      - Представитель в США: Хуан Хосе Нуньес Перес
      - Представитель в Латинской Америке: Алехандро Роберто Лопес Добарро

    - Секретариат по вопросам миграции: Кармен Мария Сервантес Гихарро

  - Заместитель секретариата по институциональным вопросам: Эстебан Гонсалес Понс
    - Секретариат по внутренним делам: Ана Белен Васкес Бланко
    - Исполнительный секретариат по вопросам институционального возрождения: Мария Хесус Моро Альмарас
      - Наследие: Мария Палома Собрини Сагасета де Илурдос

    - Секретариат по иностранным делам: Габриэль Мато Адровер
      - Внешние действия: Хосе Франсиско Эррера Антоная
      - Европейские фонды: Изабель Бенжумеа Бенжумеа Бенжумеа

  - Заместитель секретариата по экономическим вопросам: Хуан Браво Баэна
    - Секретариат по финансам, эффективности и модернизации государственного сектора и европейскому финансированию: Мигель Коргос Лопес-Прадо
      - Система регионального и местного финансирования: Марио Гарсес Санагустин
      - Эффективность и модернизация государственного сектора: Елена Колладо Мартинес

    - Секретариат по экономике, реформам, конкурентоспособности, предпринимательству, инновационному лидерству, цифровизации и НИОКР: Луис Альберто Марин Гонсалес
      - Реформы и повышение конкурентоспособности: Пилар Мас Родригес
      - Предпринимательство: Хоакин Гомес Гомес
      - Экономический анализ: Эстер Басилия дель Брио Гонсалес

    - Министр сельского хозяйства, животноводства, рыболовства и развития сельских районов: Хорхе Доминго Мартинес Антолин
      - Сельское хозяйство и КПД: Мария Мерседес Моран Альварес
      - Развитие сельских районов: Хосе Гонсалес Васкес
      - Рыболовство: Роза Мария Кинтана Карбальо
      - Развитие сельскохозяйственной деятельности: Луис Мария Беамонте Меса
      - Продукты питания: Франсиско Хавьер Маркес Санчес

    - Секретариат по вопросам промышленности, туризма, торговли, коммерции, предпринимательства и циркулярной экономики: Хосе Висенте Мари Босо
      - Промышленность: Тристана Мария Моралеха Гомес
      - Туризм: Агустин Альмодобар Барсело
      - Бизнес и торговля: Мигель Анхель Кастельон Рубио
      - Циркулярная экономика: Висенте Мартинес Мус
      - Инфраструктура: Этель Мария Васкес Мурелле

    - Секретариат по вопросам занятости, пенсий, самозанятых и социального диалога: Ксавье Жан Браулио Тибо Аранда
      - Пенсии: Росио Дивар Конде
      - Самозанятые и социальная экономика: Анхель Хурадо Сеговия
      - Социальный диалог: Томас Бургос Гальего
      - Труд: Росио Бланко Эгурен
      - Жилье: Ана Мария Зурита Экспосито
      - Борьба с незаконным занятием жилья: Элизабет Хименес Кара

  - Заместитель секретариата по устойчивому развитию: Палома Мартин Мартин
    - Секретариат по вопросам окружающей среды, мобильности и устойчивого развития:
      - Окружающая среда: Мария Саграрио Перес Кастельянос
      - Энергетика: Хуан Диего Рекена Руис
      - Вода и биоразнообразие: Ана Мария Гонсалес Гарсия
      - Устойчивая мобильность: Антонио Сильван Родригес
      - Демографический вопрос: Ракель Клементе Муньос

  - Заместитель секретариата по вопросам здравоохранения и образования: Эстер Муньос де ла Иглесия
    - Секретариат по вопросам здравоохранения: Ана Мария Пастор Хулиан
      - Руководство по инновациям: Хулио Гарсия Комесанья
      - Здравоохранение и общественное здоровье: Антонио Сапатеро Гавирия

    - Секретариат социальных служб: Мария Консепсьон Данкауса Тревиньо
      - Инвалидность: Виоланте Томас Оливарес
      - Активная старость и политика ухода: приветствие Аррибы Санчеса
      - Социальная устойчивость: Херардо Кампс Девеса

    - Секретариат по вопросам образования: Оскар Клавель Лопес
      - Образование: Лорена де лас Херас Седано
      - Профессиональное обучение: Роман Родригес Гонсалес
      - Университеты: Хорхе Саинс Гонсалес

  - Заместитель секретариата по вопросам равенства и согласия: Ана Исабель Алос Лопес
    - Секретариат по вопросам семьи, равенства и демографии: Патрисия Родригес Каллеха
      - Равенство: Сильвия Вальманья Охайта

  - Заместитель секретариата культуры и национального пресс-секретаря: Франсиско де Борха Семпер Паскуаль
    - Секретариат культуры: Хайме Мигель де лос Сантос Гонсалес

  - Заместитель секретариата по мобилизации и цифровым задачам: Ноэлия Нуньес Гонсалес
    - Инновации и НИОКР: Франсиско Хосе Конде Лопес
    - Оцифровка: Марио Кортес Карбальо

  - Председатель избирательной комиссии: Диего Кальво Пусо
  - Председатель Комитета по правам и гарантиям: Хосе Антонио Монаго Терраса
- Пресс-секретарь в Конгрессе депутатов: Мигель Анхель Тельядо Фильгейра
  - Генеральный секретариат Народной группы в Конгрессе депутатов: Макарена Монтесинос де Мигель
  - Заместитель генерального секретариата Народной группы в Конгрессе депутатов: Мария дель Мар Гонсалес Белла
  - Координация работы комиссий: Альваро Перес Лопес
  - Казначей и заместитель пресс-секретаря: Хайме Эдуардо де Олано Вела
  - Координация институциональной деятельности: Эстебан Гонсалес Понс
  - Координация экономики: Хуан Браво Баэна
  - Координация культуры: Франсиско де Борха Семпер Паскуаль
  - Координация территориальной политики: Элиас Бендодо Бенасаяг
  - Координация здравоохранения и образования: Эстер Муньос де ла Иглесия
  - Координация мобилизации и цифровых вопросов: Ноэлия Нуньес Гонсалес
  - Координация вопросов равенства и баланса между работой и личной жизнью: Ана Исабель Алос Лопес
  - Координатор социальной политики и заместитель пресс-секретаря: Марта Гонсалес Васкес
  - Заместители пресс-секретаря: Каетана Альварес де Толедо-и-Перальта-Рамос, Белла Верано Домингес, Хосе Висенте Мари Босо, Серхио Саяс Лопес, Педро Муньос Абринес, Рафаэль Антонио Эрнандо Фрайле и Мириам Гвардиола Сальмерон.
- Пресс-секретарь в Сенате: Алисия Гарсия Родригес
  - Генеральный секретариат Народной парламентской группы в Сенате: Франсиско Хавьер Аренас Боканегра
  - Заместители пресс-секретаря: Хосе Мануэль Баррейро Фернандес, Инмакулада Эрнандес Родригес, Антонио Сильван Родригес, Мария Салом Колл, Хосе Антонио Монаго Терраса, Алехо Хоакин Миранда де Ларра Арнаис, Мария дель Росио Дивар Конде, Херардо Кампс Девеса и Нидия Мария Аревало Гомес
  - Координация устойчивого развития: Палома Мартин Мартин
  - Члены: Альфонсо Серрано Санчес-Капучино, Элой Висенте Суарес Ламата, Роза Мария Серрано Сьерра, Франсиско Мартин Бернабе Перес
- Пресс-секретарь в Европейском парламенте: Долорс Монтсеррат Монтсеррат
  - Генеральный секретариат PP в Европейском парламенте: Мария Роза Эстарас Феррагут
  - Казначей: Пабло Ариас Эчеваррия

## Лидеры

### Президентство

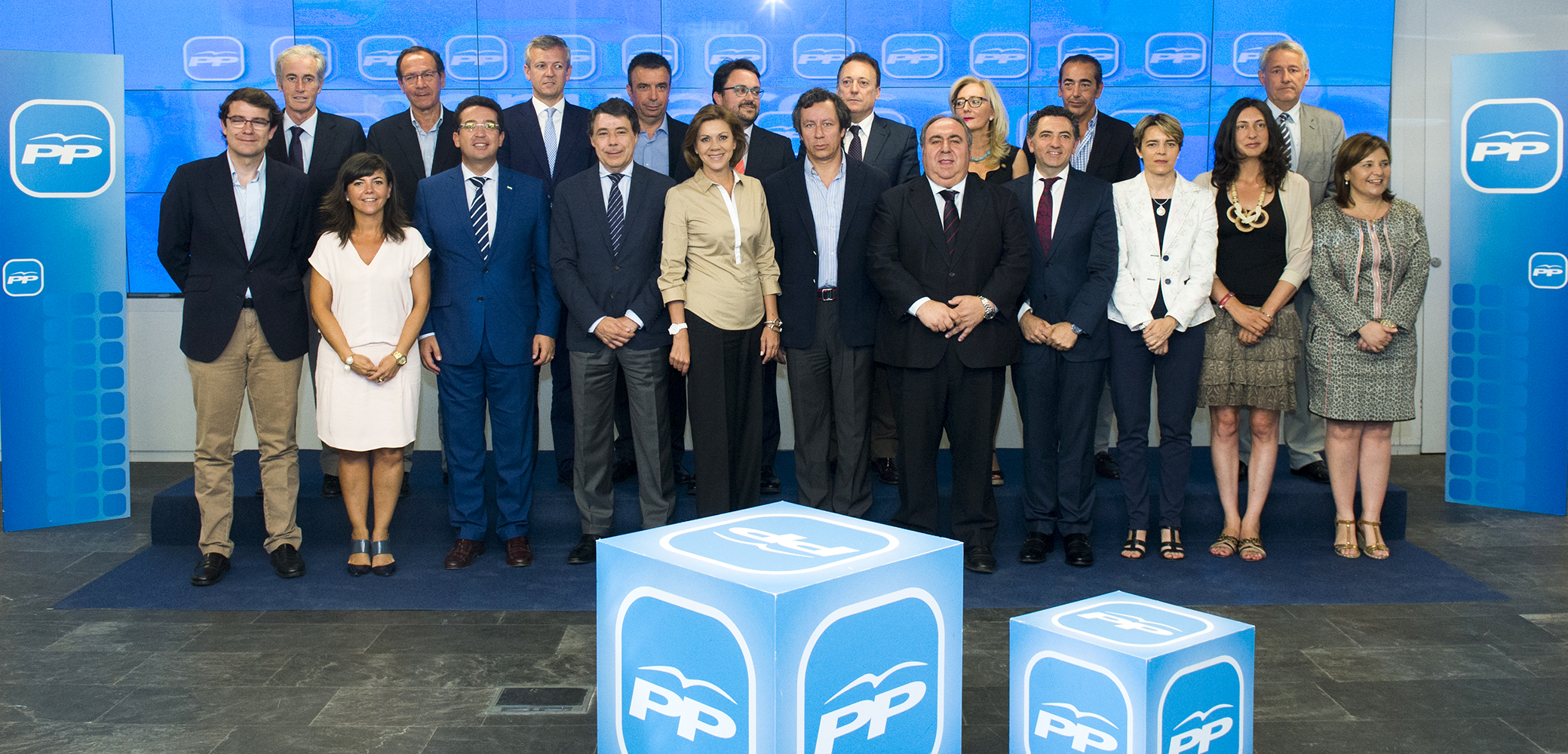
Совещание генеральных секретарей Народной партии 2014 года

| Имя (Рождение-смерть) | Имя (Рождение-смерть)          | Изображение     | Конгресс        | Срок           | Срок           |
| Имя (Рождение-смерть) | Имя (Рождение-смерть)          | Изображение     | Конгресс        | Начало         | Конец          |
| --------------------- | ------------------------------ | --------------- | --------------- | -------------- | -------------- |
|                       | Мануэль Фрага (1922—2012)      |                 | IX Конгресс     | 20 января 1989 | 1 апреля 1990  |
|                       | Хосе Мария Аснар (1953-)       |                 | X Конгресс      | 1 апреля 1990  | 6 февраля 1993 |
| XI Конгресс           | Хосе Мария Аснар (1953-)       | 6 февраля 1993  | 20 января 1996  |                |                |
| XII Конгресс          | Хосе Мария Аснар (1953-)       | 20 января 1996  | 30 января 1999  |                |                |
| XIII Конгресс         | Хосе Мария Аснар (1953-)       | 30 января 1999  | 26 января 2002  |                |                |
| XIV Конгресс          | Хосе Мария Аснар (1953-)       | 26 января 2002  | 2 октября 2004  |                |                |
|                       | Марино Рахой (1955-)           |                 | XV Конгресс     | 2 октября 2004 | 21 июня 2008   |
| XVI Конгресс          | Марино Рахой (1955-)           | 21 июня 2008    | 18 февраля 2012 |                |                |
| XVII Конгресс         | Марино Рахой (1955-)           | 18 февраля 2012 | 12 февраля 2017 |                |                |
| XVIII Конгресс        | Марино Рахой (1955-)           | 12 февраля 2017 | 21 июля 2018    |                |                |
| Пабло Касадо (1981-)  |                                | XIX Конгресс    | 21 июля 2018    | 2 апреля 2022  |                |
|                       | Альберто Нуньес Фейхоо (1961-) |                 | XX Конгресс     | 2 апреля 2022  |                |

### Генеральный секретариат
| Имя (Рождение-смерть) | Имя (Рождение-смерть)              | Изображение     | Конгресс        | Срок            | Срок            |
| Имя (Рождение-смерть) | Имя (Рождение-смерть)              | Изображение     | Конгресс        | Начало          | Конец           |
| --------------------- | ---------------------------------- | --------------- | --------------- | --------------- | --------------- |
|                       | Франциско Альварес-Каскос (1947-)  |                 | IX Конгресс     | 20 января 1989  | 1 апреля 1990   |
| X Конгресс            | Франциско Альварес-Каскос (1947-)  | 1 апреля 1990   | 6 февраля 1993  |                 |                 |
| XI Конгресс           | Франциско Альварес-Каскос (1947-)  | 6 февраля 1993  | 20 января 1996  |                 |                 |
| XII Конгресс          | Франциско Альварес-Каскос (1947-)  | 20 января 1996  | 30 января 1999  |                 |                 |
|                       | Хавьер Аренас (1957-)              |                 | XIII Конгресс   | 30 января 1999  | 26 января 2002  |
| XIV Конгресс          | Хавьер Аренас (1957-)              | 26 января 2002  | 4 сентября 2003 |                 |                 |
|                       | Мариано Рахой (1955-)              |                 | —               | 4 сентября 2003 | 2 октября 2004  |
| Анхель Асебес (1958-) |                                    | XV Конгресс     | 2 октября 2004  | 21 июня 2008    |                 |
|                       | Мария Долорес де Коспедаль (1965-) |                 | XVI Конгресс    | 21 июня 2008    | 18 февраля 2012 |
| XVII Конгресс         | Мария Долорес де Коспедаль (1965-) | 18 февраля 2012 | 12 февраля 2017 |                 |                 |
| XVIII Конгресс        | Мария Долорес де Коспедаль (1965-) | 12 февраля 2017 | 21 июля 2018    |                 |                 |
|                       | Теодоро Гарсия Эгеа (1985-)        |                 | XIX Конгресс    | 26 июля 2018    | 22 февраля 2022 |
|                       | Кука Гамарра (1974-)               |                 | XX Конгресс     | 2 апреля 2022   |                 |

## Символика

### Логотип
Стилизованное изображение птицы венчает две буквы в логотипе партии. Сегодня это изображение известно как стилизованная чайка, но первоначально это был альбатрос. На съезде в июне 2008 года в новом уставе название было изменено на «чайку» (ст. 1.º, п. 3), вероятно, по незнанию самого составителя устава, поскольку сегодня Народная партия продолжает вручать премии «Золотой Альбатрос». Автор оригинальной эмблемы, Фернандо Мартинес Видаль, утверждает, что птица на эмблеме — не чайка и не альбатрос, а крачка.
В соответствии с уставом, утвержденным Народной партией на XVI съезде, состоявшемся в июне 2008 года:
Аббревиатура Народной партии — PP, а её логотип состоит из слов «Partido Popular» под символом, изображающим чайку с расправленными крыльями.Общее положение 3 Статута РР 2008 года
В 2007 году, по случаю муниципальной избирательной кампании, PP кратковременно изменила свой основной цвет с голубого на оранжевый (более молодой и динамичный, связанный с более умеренными движениями), вдохновлённая оранжевой революцией, проведённой в Украине Виктором Ющенко.
В январе 2008 года, незадолго до всеобщих выборов, PP приняла новый логотип, в котором инициалы и чайка были размещены на двух синих сферах. В июне того же года она заменила двойную сферу на синюю коробку с закруглёнными углами и серой рамкой.
В июле 2015 года Народная партия сменила логотип на инициалы партии, увенчанные очерченной чайкой, обрамлённой кругом, выполненным в светло-голубых тонах.
С 2019 года на логотипе PP округлены буквы и значительно изменена чайка на полусердце. В некоторых вариантах он выполнен в цветах национального флага.

В 2022 году PP изменяет свой логотип, меняя цвет на один более тёмный синий.

Логотип PP с 1989 по 1993 год.
Логотип PP с 1993 по 2001 год.
Логотип PP с 2000 по 2004 год.
Логотип PP с 2004 по 2007 год.
Логотип PP 2007 года.
Логотип PP 2008 года.
Логотип PP с 2008 по 2015 год.
Логотип PP с 9 июля 2015 по 2019 год.
Логотип PP с 2019 по 2022 год.
Логотип PP с 2022 года.

### Гимн
Гимн партии остаётся неизменным с момента её создания. Композиция была написана в 1989 году по заказу Мигеля Анхеля Родригеса для Мануэля Пачо, известному композитору таких джинглов, как «Vacaciones Santillana». По словам его создателя, это запоминающийся и узнаваемый гимн, который воплощает ценности предпринимательства и индивидуальности, характерные для либерализма, в отличие от ценностей «коллективизма и союза», которые можно было бы ожидать от гимна левой партии.

## Судебные дела
Государственный генеральный прокурор Кандидо Конде-Пумпидо сообщил, что в ноябре 2009 года в отношении государственных служащих PP велось в общей сложности 200 дел по обвинению в коррупции.
Народная партия, как и PSOE, неоднократно была вовлечена в делах о коррупции по всех её сферах, хотя 2010-е годы стали десятилетием, когда в партии было выявлено наибольшее количество предполагаемых случаев коррупции; к наиболее серьёзным коррупционным делам относятся Bankia (дело закончилось оправданием всех обвиняемых), Blesa, Bárcenas, Fabra, Gürtel (где Народная партия была освобождена от уголовной ответственности) и Lezo. Народную партию обвинили в том, что она не проявляет признаков сотрудничества с правосудием и намеренно уничтожила, чтобы избавиться от предполагаемых улик, компьютеры в своей штаб-квартире, которыми пользовался бывший казначей Луис Барсенас. В итоге суд оправдал партию по этим обвинениям, заявив, что удаление было произведено «в соответствии с внутренним протоколом, внедренным PP в рамках документа о безопасности», которого стороны должны придерживаться в соответствии с правилами защиты данных.
- Дело «Baltar»
- Дело «Bankia»
- Дело «Bárcenas»
- Дело «Blesa»
- Дело «Bon Sosec»
- Дело «Brugal»
- Дело о городе Гольф
- Дело о сотрудничестве
- Дело о привилегированных акциях Bankia
- Дело «Emarsa»
- Дело «Fabra»
- Дело «Gürtel»
- Дело «Fitur»
- Дело «Распутин»
- Дело «Taula»
- Дело «Тоннель Сольер»
- Дело «Valmor»
- Операция «Пуническая»
- Операция «Лезо»
- Дело «Cifuentes»
- Дело «Erial»

### Приговор из-за «черной кассы»
28 октября 2021 года Национальный суд подтвердил существование параллельной системы бухгалтерского учёта или «черной кассы» PP, которая использовалась для финансирования ремонта штаб-квартиры, расположенной на улице Женова в Мадриде. Он также приговорил партию к выплате 123 669 € в качестве субсидиарной гражданской ответственности за корпоративный налог Unifica —компании, выполнявшей работы— в 2007 году. Тогдашний казначей Луис Барсенас также был приговорён к двум годам лишения свободы.

### Коментарии
1. ↑  9 октября 1976 как «Народный альянс», 20 января 1989 как «Народная партия»
2. ↑  Собственное идеологическое описание партии — «реформистский центр»
3. ↑  Дух Эрмуа — выражение, обозначающее характер спонтанного гражданского движения, возникшего после похищения и последующего убийства ЭТА 10-12 июля 1997 года Мигеля Анхеля Бланко, члена совета Народной партии в бискайском городе Эрмуа в Испании.
4. ↑  «Политический барон» — термин в испанской политике, обозначающий лидера одной из двух крупнейших национальных партий (PP и PSOE) в автономном регионе, благодаря его большому влиянию и политической власти в своей партии.